# 2 Pułk Strzelców Podhalańskich
2 Pułk Strzelców Podhalańskich (2 pspodh.) – oddział piechoty Wojska Polskiego.
Pułk stacjonował w garnizonie Sanok i wchodził w skład 22 Dywizji Piechoty Górskiej.

## Formowanie i walki o granice
Formowanie rozpoczęto 31 października 1918 roku na bazie batalionu zapasowego austriackiego pułku strzelców Nr 32 w Bochni, którego dokonał major Jerzy Dobrodzicki późniejszy generał. Następnie oddział ten został przemianowany na 2 pułk strzelców podhalańskich. Był jedynym pułkiem późniejszego Okręgu Korpusu X, sformowanym na ziemiach polskich. 9 grudnia 1918 został utworzony I batalion (kwaterujący w Sanoku). II batalion powstał w połowie grudnia w Bochni, a III – wiosną 1919 w Nowym Targu. 13 grudnia 1918 roku I batalion pod dowództwem por. Karola Matzenauera udał się na front ukraiński i przeszedł „chrzest bojowy” opodal wsi Krościenko nad Strwiążem, brał udział w walkach także pod Zagórzem i Chyrowem, a później w składzie Grupy „Bug” w rejonie Rawy Ruskiej, Tarnopola, i Gajów Dytkowieckich. II batalion po pobycie na Spiszu przy obronie granicy południowo-zachodniej, w połowie stycznia 1919 udał się również na front ukraiński, biorąc udział w walkach w składzie Grupy „Bug” generała Henryka Minkiewicza wspólnie I baonem. III batalion został skierowany na granicę czeską. W lipcu 1919 pułk udał się na Pokucie i strzegł granicy z Rumunią Wiosną 1920 pułk połączył wszystkie bataliony i wszedł w skład I Brygady Górskiej. 
W grudniu 1919 batalion zapasowy pułku stacjonował w Nowym Targu.
W marcu 1920 pułk udał się na front bolszewicki do Dubna, później do Sławeczna, gdzie dołączył III batalion, przybyły z ochrony granicy czeskiej. Następnie pułk wziął udział w „wyprawie kijowskiej”, wykazując się w bitwach pod Czapowicami i Malinem. W czasie odwrotu bronił Brześcia nad Bugiem. 2 pułk strzelców podhalańskich, w składzie I Brygady Górskiej w dniu 8 maja 1920 roku wkroczył do Kijowa obsadzając jego północne przedmieścia. W czerwcu 1920, już w czasie odwrotu wojsk polskich, pułk bronił do 12 czerwca przeprawy przez Dniepr staczając potyczki z atakującymi bolszewikami. Następnie pułk tworzył tylną straż 3 Armii i wsławił się w obronie Brześcia nad Bugiem. Żołnierze sanockiego pułku brali też udział w polskiej kontrofensywie rozpoczętej 16 sierpnia, zdobywając Kock, Łuków, Siedlce, Sokołów, Białystok, następnie Gródek. Po kilku dniach pułk brał udział w walkach nad rzeką Sidrą. Szlak bojowy zakończył trzydniową walką pod Kuźnicą 23 września 1920. 4 października uczestniczył w zdobyciu miasta Grodno.

### Mapy walk pułku

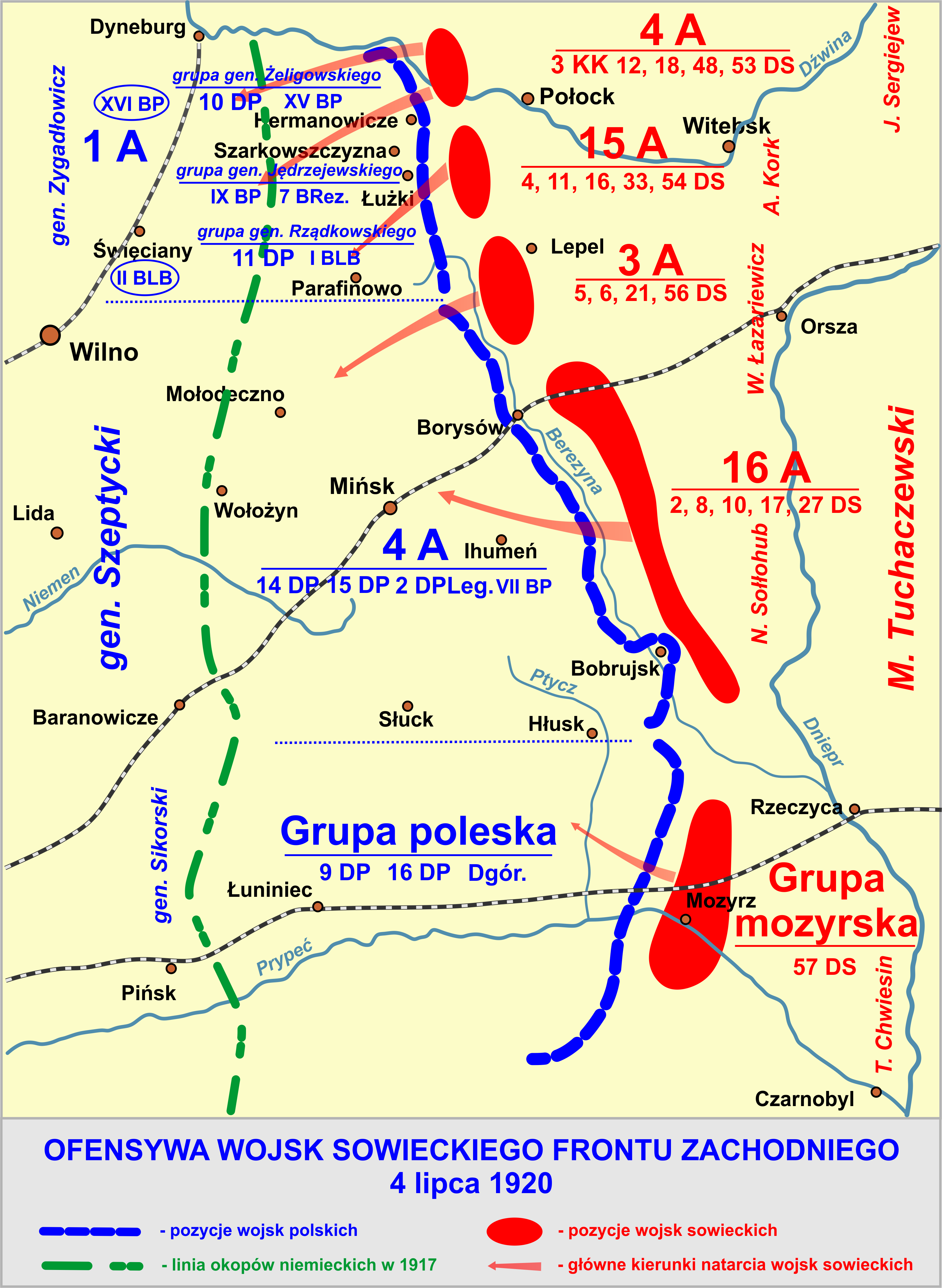
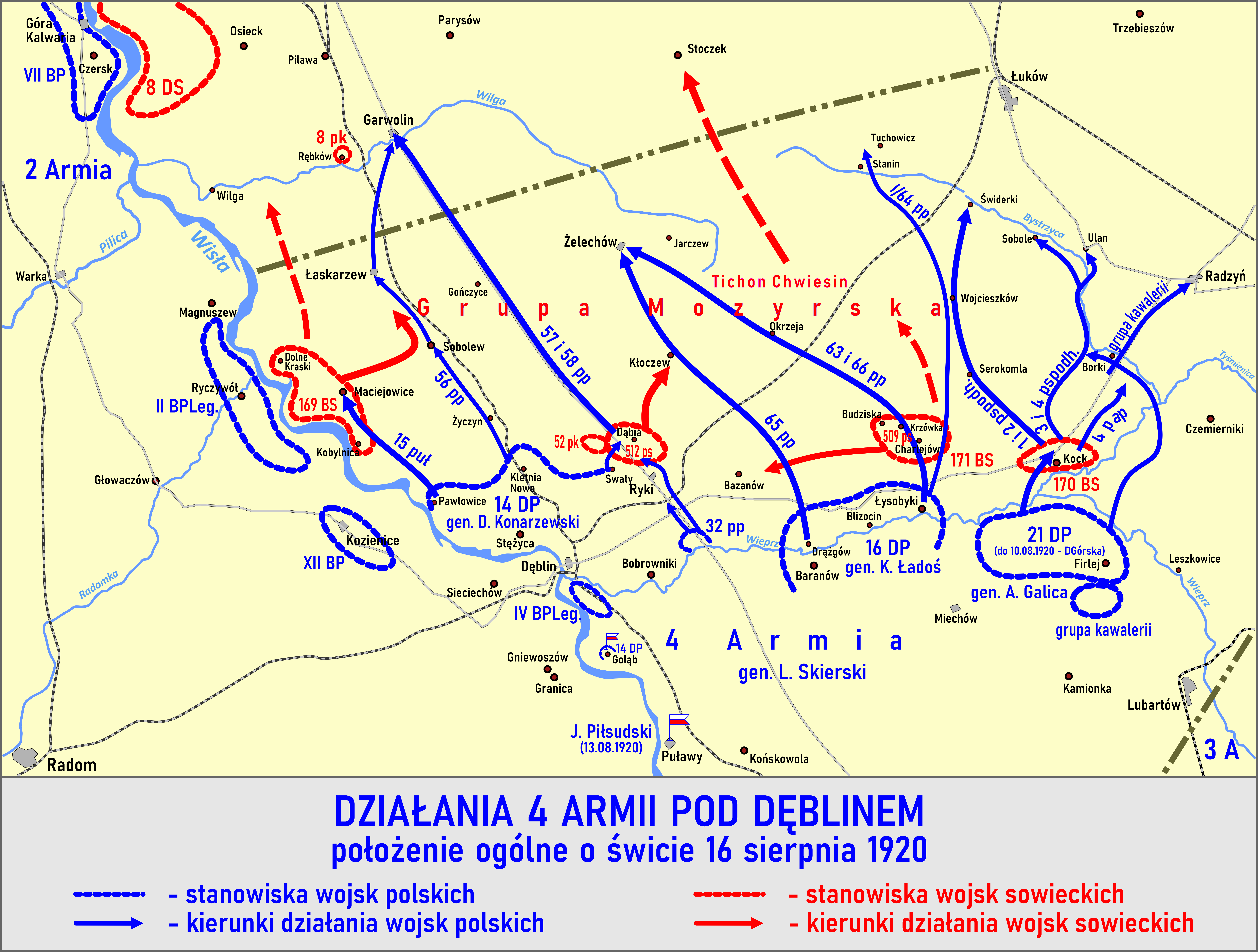
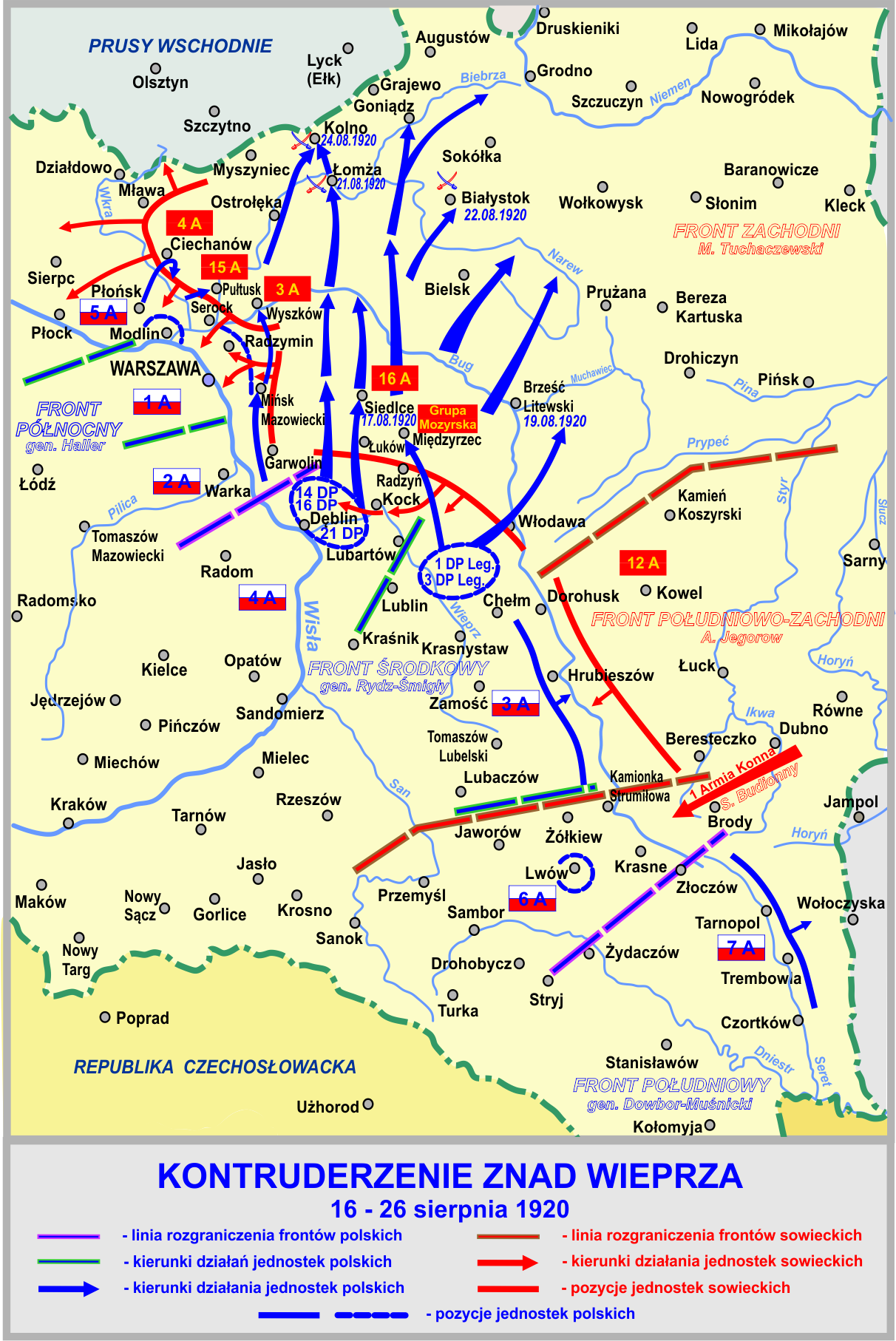
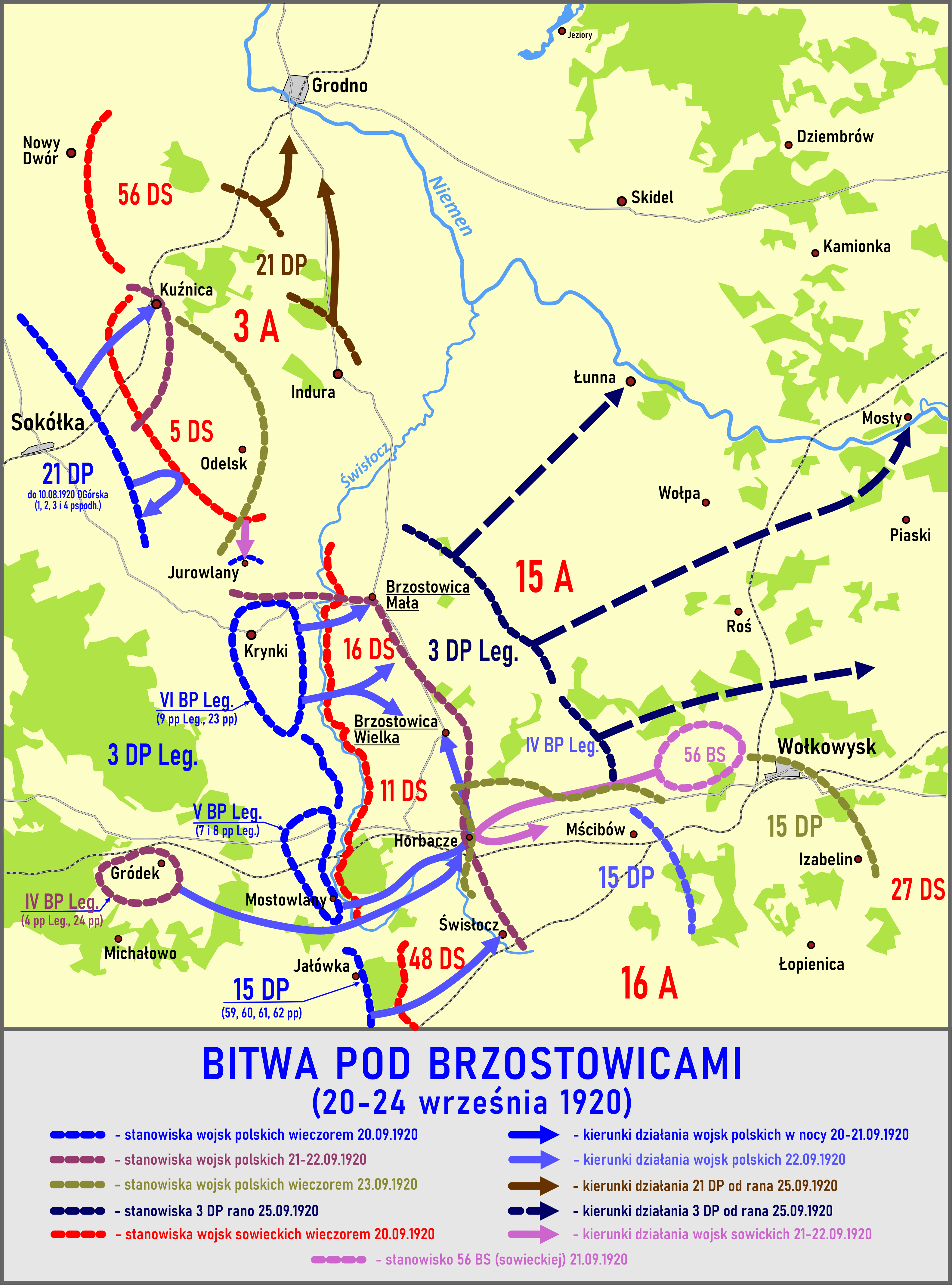
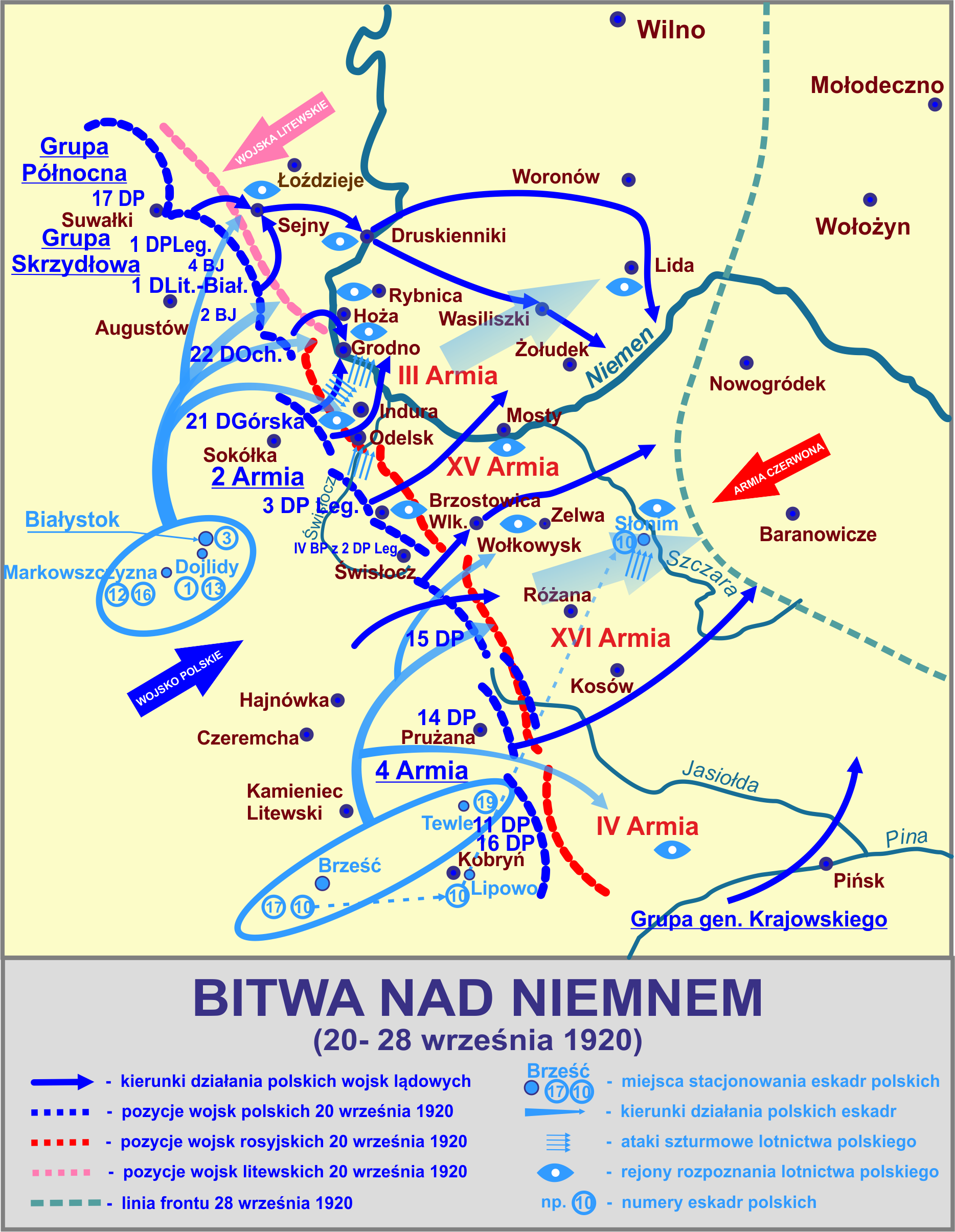
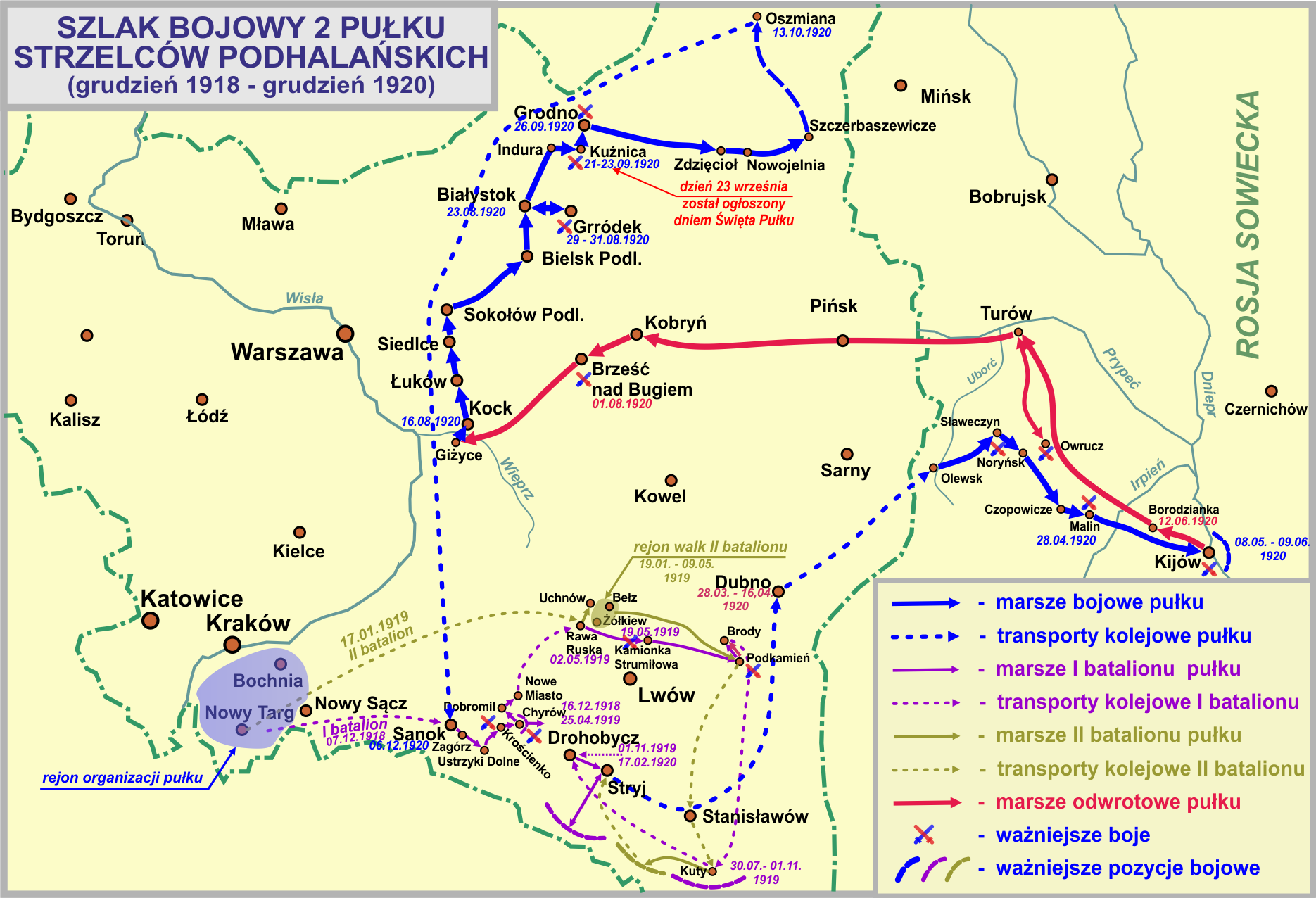

### Kawalerowie Orderu Virtuti Militari

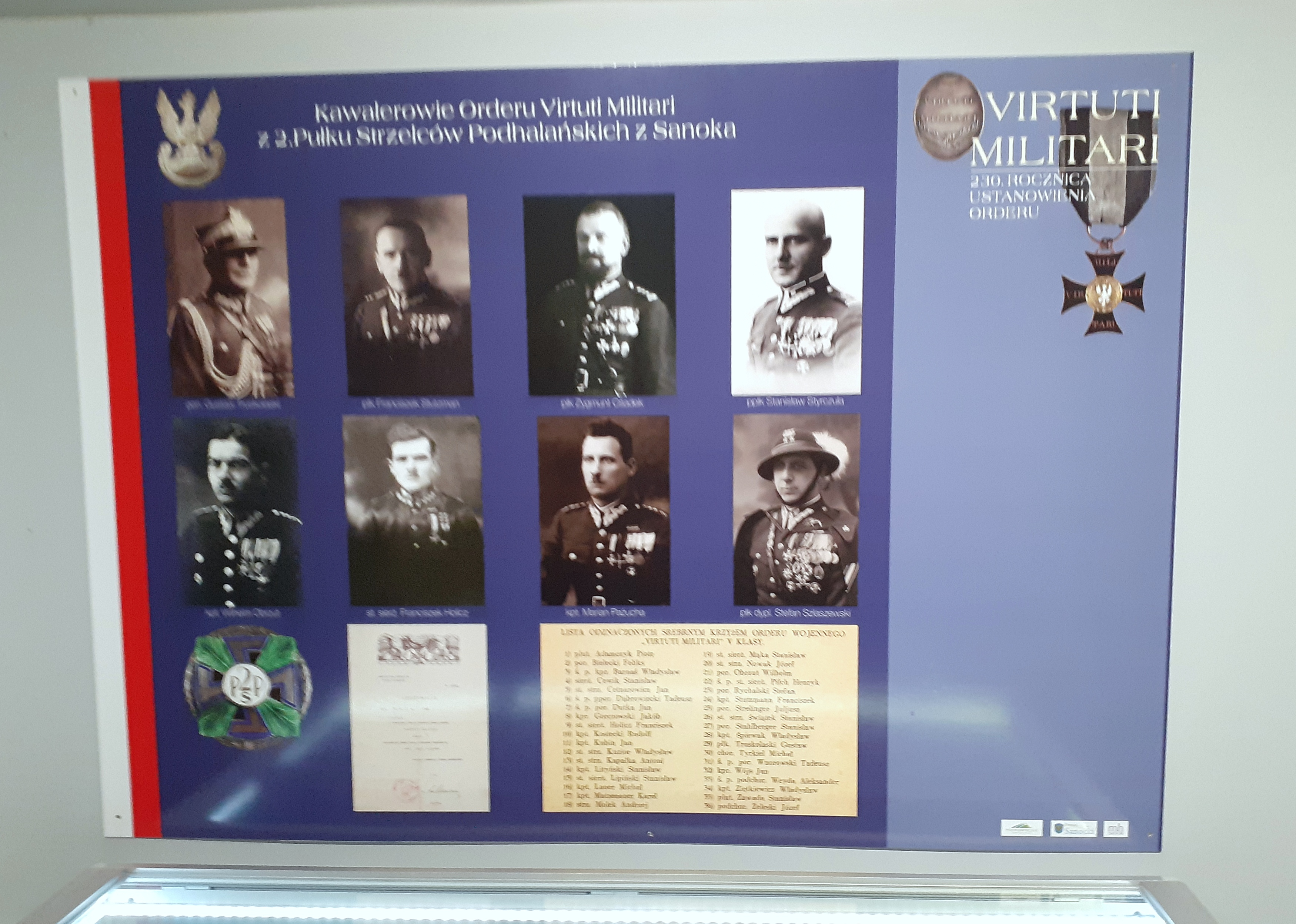
Kawalerowie VM z 2 psp na wystawie z 2022

Żołnierze Pułku odznaczeni Krzyżem Srebrnym Orderu Wojskowego Virtuti Militari za wojnę 1918-1920
- plut. Piotr Adamczyk
- ś.p. kpr. Władysław Barnaś
- ppor. Feliks Bielecki[11]
- sierż. Stanisław Cewik
- st. strzel. Jan Cetnarowicz
- ś.p. ppor. Tadeusz Dąbrowiecki
- ś.p. por. Jan Dutka
- kpr. Jakub Gorczowski
- sierż. Franciszek Holicz[12]
- st. strzel. Antoni Kapałka
- kpt. Rudolf Kostecki
- kpt. Jan Kubin
- st. strzel. Władysław Kuzior
- sierż. Stanisław Lipiński[13]
- kpt. Stanisław Lityński
- ppor. Michał Lauer[14]
- kpt. Karol Matzenauer
- st. sierż. Stanisław Mąka
- strzel. Andrzej Molek
- st. strzel. Józef Nowak
- por. Wilhelm Obrzut
- ś.p. st. sierż. Henryk Pilch
- por. Stefan Rychalski
- por. Stanisław Stahlberger
- por. Juliusz Strelinger
- kpt. Franciszek Stutzmann
- kpt. Władysław Śpiewak
- st. strzel. Stanisław Świątek
- płk Gustaw Truskolaski
- st. sierż. Michał Tyrkiel[15]
- ś.p. sierż. Aleksander Weyda[16]
- por. Tadeusz Wnorowski[17]
- kpr. Jan Wójs
- plut. Stanisław Zawada
- kpt. Władysław Ziętkiewicz
- ppor. Józef Żeleski[18]

Niektórzy z żołnierzy pułku zostali pochowani na Cmentarzu Centralnym w Sanoku, w tym jako jedyny z dowódców płk Karol Lenczowski (pierwotnie został także pochowany płk Janusz Dłużniakiewicz, lecz jego szczątki zostały przeniesione na Cmentarz Wojskowy na Powązkach w Warszawie).
Na cmentarzu w Sokółce w kwaterze wojennej zostali pochowani żołnierze pułku polegli we wrześniu 1920. Znajdują się tam groby H. Dereta, strz. Wojciecha Kocuja, Wojciecha Leśniaka, Piotra Maciaka, Józefa Malendy, strz. Michała Sroki.

## Pułk w okresie pokoju

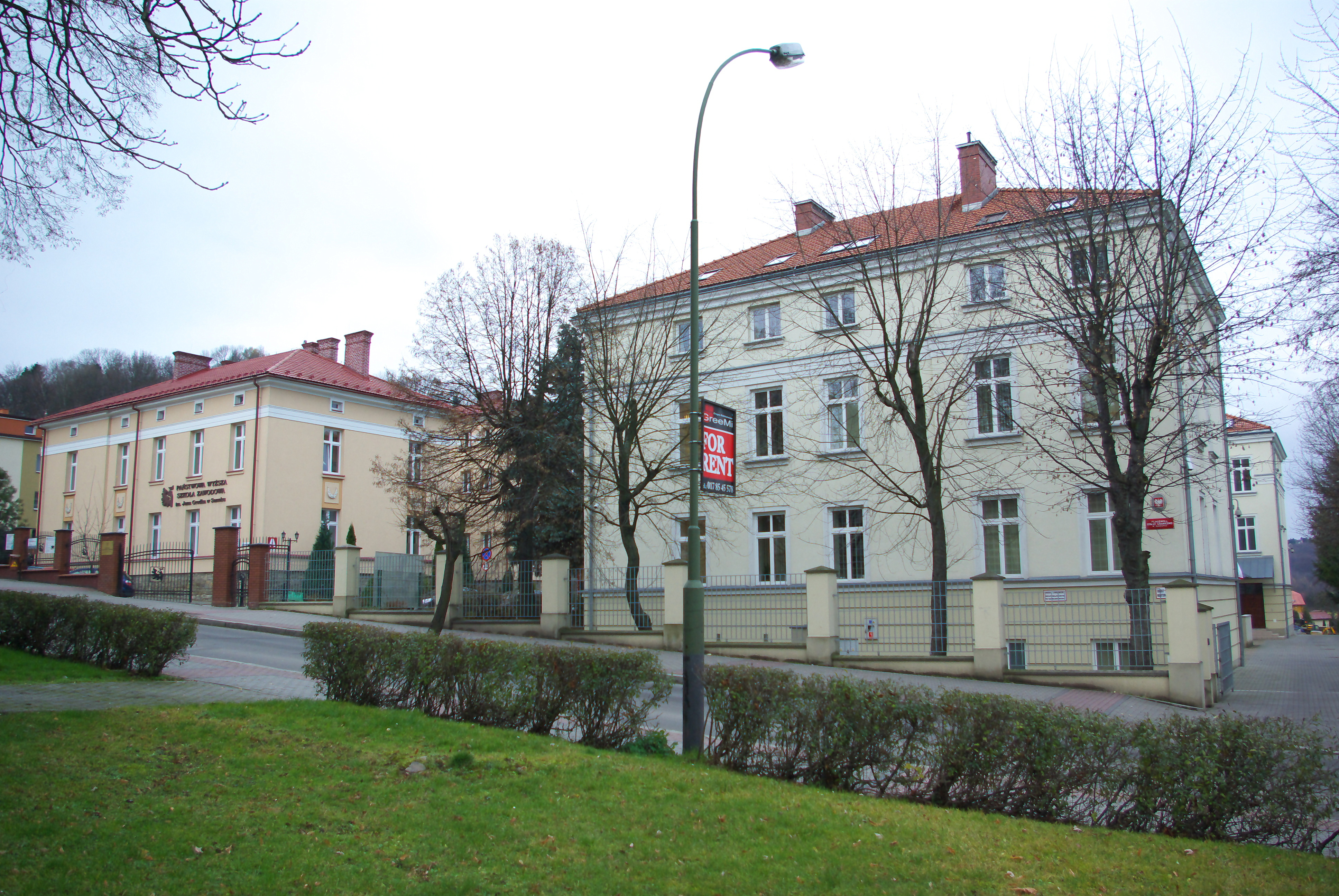
Zabudowania byłych koszar przy ul. Adama Mickiewicza

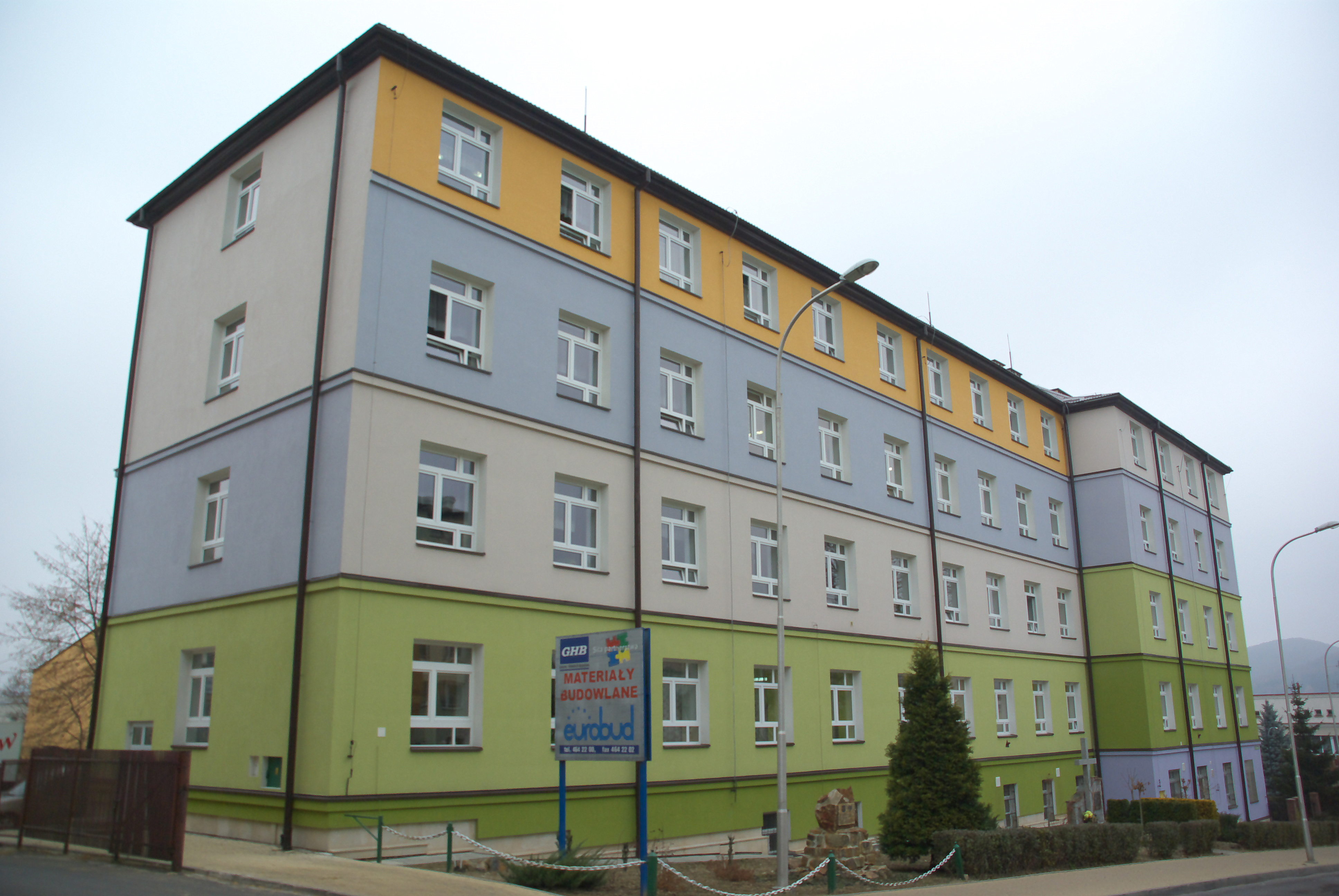
Zabudowania byłych koszar przy ul. Jana III Sobieskiego

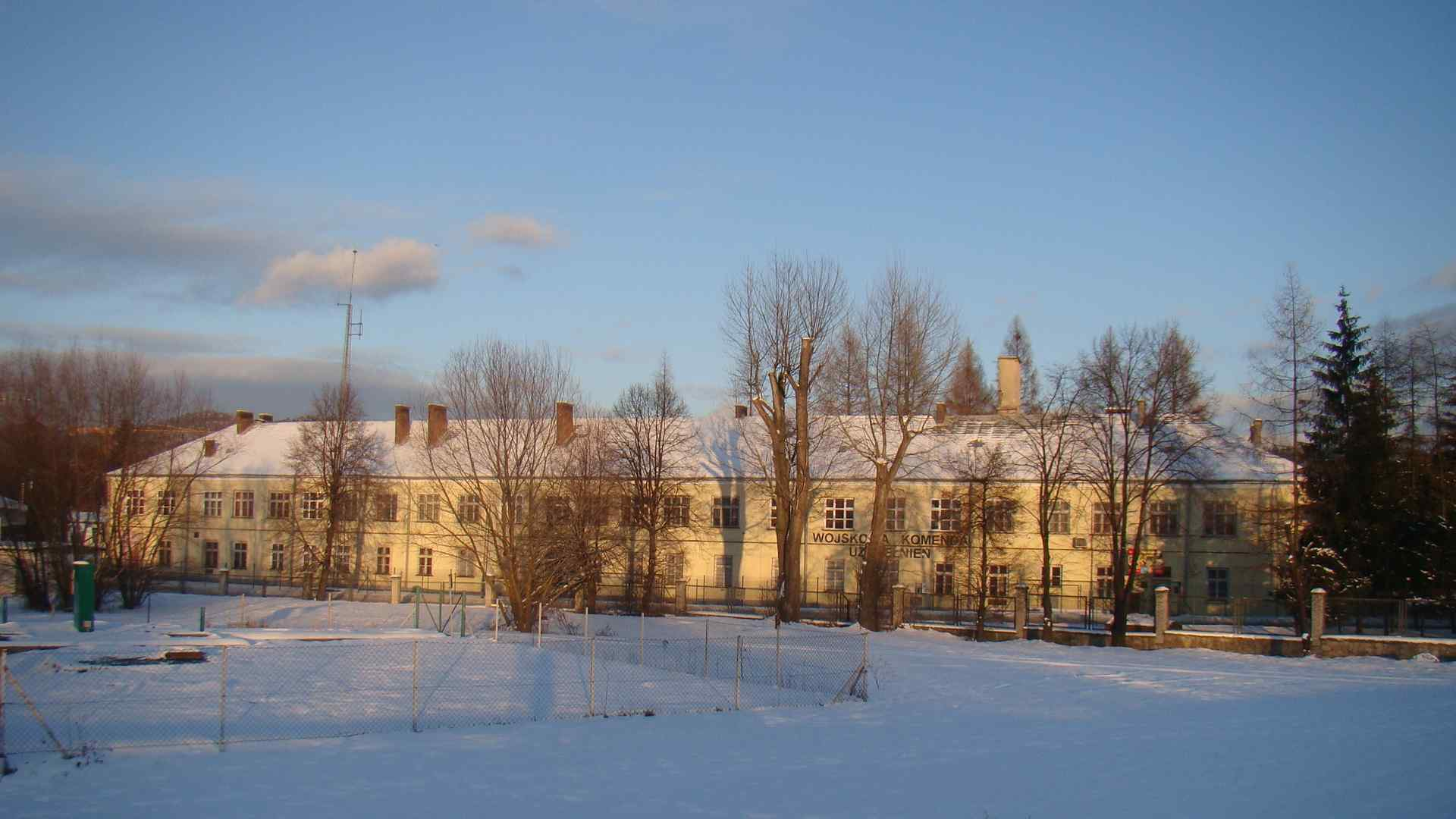
Zabudowania byłych koszar w Olchowcach

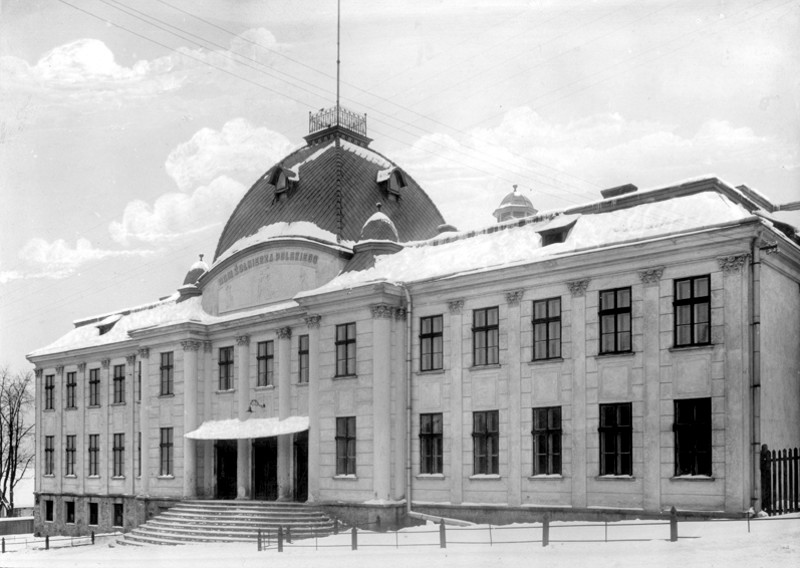
Dom Żołnierza w Sanoku

6 grudnia 1920 pułk przybył do Sanoka, 12 grudnia odbyło się jego oficjalne przyjęcie. Podczas licznego uroczystego powitania żołnierzy w Sanoku przemawiał miejscowy profesor gimnazjalny Urban Przyprawa, a przemowę wygłosił także ppłk Edward Kańczucki. Od początku garnizonowania pułku w Sanoku prowadzono działania na rzecz integracji środowiska wojskowego ze społecznością miasta. W 1922 na etacie w pułku było 87 oficerów: 3 pułkowników, 16 majorów, 20 kapitanów, 34 poruczników, 12 podporuczników, w 1924 w pułku było 58 oficerów etatowych i 14 nadetatowych, w 1928 w pułku było 40 oficerów etatowych (2 pułkowników, 3 majorów, 17 kapitanów, 16 poruczników, 2 podporuczników) i 11 nadetatowych, w 1932 w pułku było 48 oficerów zawodowych (1 pułkownik, 1 podpułkownik, 5 majorów, 17 kapitanów, 16 poruczników, 8 podporuczników).
W początkowych latach 20. postój pułku był niejednolity miejscowo, jako że jego dowództwo, batalionu I i II oraz kadra batalionu zapasowego stacjonowały w Sanoku, zaś III batalion garnizonował w Dębicy. Następnie cały pułku został ulokowany w Sanoku. Dowództwo pułku funkcjonowało w byłych koszarach przy ulicy Adama Mickiewicza, zaś osobno były rozmieszczone bataliony pułku:
- I batalion w budynku przy ulicy Jana III Sobieskiego,
- II batalion w koszarach przy ulicy Adama Mickiewicza[27],
- III batalion i pluton artylerii piechoty w koszarach w dzielnicy Olchowce.

Pułk aktywnie uczestniczył w życiu miasta, jego staraniem został wybudowany m.in. Dom Żołnierza, stanowiący ośrodek życia kulturalnego pułku i mieszkańców miasta.
Na podstawie rozkazu wykonawczego Ministerstwa Spraw Wojskowych do Departamentu Piechoty o wprowadzeniu organizacji piechoty na stopie pokojowej PS 10-50 z 1930 roku, w Wojsku Polskim wprowadzono trzy typy pułków piechoty. 18 pułk piechoty zaliczony został do typu I pułków piechoty (tzw. „normalnych”). W każdym roku otrzymywał około 610 rekrutów. Stan osobowy pułku wynosił 56 oficerów oraz 1500 podoficerów i szeregowców. W okresie zimowym posiadał batalion starszego rocznika, batalion szkolny i skadrowany, w okresie letnim zaś batalion starszego rocznika i dwa bataliony poborowych. Po wprowadzeniu nowej organizacji piechoty na stopie pokojowej, pułk szkolił rekrutów dla potrzeb batalionu Korpusu Ochrony Pogranicza.
Przy pułku funkcjonował chór oficerski, którego dyrygentem był kpt. Marian Warmuzek. W ramach jednostki działała orkiestra pułkowa. W latach 20. kapelmistrzem był por. Maksymilian Firek, który wraz z nią zdobył pierwsze miejsce w ogólnopolskim konkursie orkiestr wojskowych. Później kapelmistrzem był kpt. Kazimierz Wojakowski, który w październiku 1928 wraz z orkiestrą uzyskał drugie miejsce na konkursie Dowództwa Okręgu Korpusu nr X w Przemyślu. W latach 30. kapelmistrzem był por. Stanisław Węgrzynowski. Orkiestra pułku uczestniczyła w życiu kulturalnym Sanoka, koncertowała w parku miejskim, występowała także regularnie dla kuracjuszy uzdrowiska Iwonicz-Zdrój. W ramach Zjazdu Górskiego w Sanoku w dniach 14-17 sierpnia 1936 odbył się konkurs orkiestr pułków strzelców podhalańskich zakończony festiwalem orkiestr.
Od 1921 rozwijało się życie sportowe 2 pułku strzelców podhalańskich, a w 1924 jednostka posiadała stadion z bieżnią długości 460 m i trybuną, tor przeszkód, plac szermierczy, rzutnię granatów, plac do gier i zabaw. Pułk był w Sanoku reprezentowany przez klub sportowy „Podhalanin”. Funkcjonował zespół piłkarski „Podhalanie”, w którego barwach na pozycji napastników grali mjr Andrzej Bogacz i por. Roman Folwarczny, który wraz z kpt. Marianem Warmuzkiem był inicjatorem budowy sanockiego stadionu. Ponadto pod patronatem pułku działały w mieście: Towarzystwo Narciarskie 2. psp w Sanoku (organizujące m.in. kursy narciarskie w Łupkowie, towarzystwem kierował kpt. Marian Suda) oraz Wojskowy Klub Sportowy (jego szefem był mjr Jan Matuszek). Ponadto mjr Marian Kowalski był prezesem Sekcji Narciarskiej „Sanoczanka”, działającej w ramach sanockiego koła Polskiego Towarzystwa Tatrzańskiego. W samym pułku każdy żołnierz był szkolony w technice jazdy na nartach, a instruktorami byli por. Roman Folwarczny, st. sierż. Biner oraz szer. Skupień z Zakopanego (członek kadry Polski).
6 marca 1930 żołnierze pułku uczestniczyli w pacyfikacji demonstracji, która przeszła do historii jako Marsz Głodnych w Sanoku. W 1931 z uwagi na stacjonowanie pułku w Sanoku została ustanowiona parafia Chrystusa Króla; jej proboszczami i kapelanami byli ks. kpl. Bronisław Nowyk i ks. kpl. Roman Kostikow.
W okresie między 21 czerwca a 9 lipca 1932 dwie kompanie pułkowe brały udział w przywracaniu porządku w kilku gminach leskich w okresie tzw. powstania leskiego. W 1936 pułk był współorganizatorem Zjazdu Górskiego w Sanoku. W 1938 władze pułku wyróżniły Radę Miasta Sanoka odznaką honorową 2 pułku strzelców podhalańskich. W tym samym roku powstał budynek zajazdu, stanowiący ośrodek służący do odpoczynku i podawania posiłków (obecnie dom znajduje się pod adresem ulicy 2 pułku strzelców podhalańskich 30). Ponadto w centrum miasta przy ulicy Adama Mickiewicza 3 działał zakład gastronomiczny „Podhalanka”. Funkcjonowało także kino (kinoteatr) „Podhalanin” w Domu Żołnierza pod ówczesnym adresem ul. A. Mickiewicza 14 (otwarty 16 lipca 1927), Spółdzielnia Spożywcza 2 Pułku Strzelców Podhalańskich. Przy pułku działała biblioteka oddziałowa Polskiego Białego Krzyża (w 1933 posiadała ok. 150 książek). Podczas II wojny światowej w trakcie okupacji niemieckiej część księgozbioru pułkowej biblioteki uratował Stefan Stefański, który po wojnie przekazał 500 egzemplarzy do Centralnej Biblioteki Wojskowej.
W latach 30. zmarli trzej kolejni dowódcy pułku sprawujący to stanowisko: płk Janusz Dłużniakiewicz 19 października 1932 (utonął podczas wycieczki kajakowej na Sanie pod Kuńkowcami), ppłk Karol Świnarski 17 listopada 1935 i ppłk dypl. Karol Lenczowski 22 lipca 1936.
W czerwcu 1939 roku decyzją Oddziału II Sztabu Głównego Wojska Polskiego w Sanoku przy 2 pułku strzelców podhalańskich utworzono Samodzielny Batalion Szturmowy nazywany batalionem śmierci. Składał się on z około 100 żołnierzy. We wrześniu 1939 roku jednostka ta przeprowadziła operację dywersyjną w okolicach Bogumina. Żołnierze batalionu, którzy nie zginęli lub nie dostali się do niewoli, kontynuowali później walkę w szeregach Armii Krajowej.
Święto pułkowe było obchodzone 23 września dla upamiętnienia walki jednostki pod Kuźnicą w 1920 z Armią Czerwoną.
Do 1939 Komenda Rejonu Uzupełnień mieściła się przy ulicy Jana III Sobieskiego 9, a posterunek żandarmerii przy ulicy Zamkowej 7.
Po 1930 założycielką koła Stowarzyszenia „Rodzina Wojskowa” w Sanoku była Teresa Dłużniakiewicz, żona dowódcy pułku płk. Janusza Dłużniakiewicza. Potem funkcję prezesa Rodziny Wojskowej w Sanoku pełniła Irena Szpakowska, żona ppłk. Czesława Szpakowskiego. Fotografie pułku wykonywał fotograf Franciszek Strachocki, prowadzący zakład przy ulicy Adama Mickiewicza, naprzeciw budynków koszar.

## Kampania 1939
Latem 1939 przekazano pułkowi sprzęt wojenny zakupiony przez obywatelstwo powiatu sanockiego po tym jak powiatowy Komitet Daru dla Armii zebrał kwotę 47857,84 zł. (jednocześnie akta komitetu przekazano Muzeum Ziemi Sanockiej w Sanoku).
W Sanoku pułk stacjonował do września 1939. W czasie mobilizacji pułk sformował 4 Batalion Karabinów Maszynowych i Broni Towarzyszącej. W 1939 pułk w składzie macierzystej dywizji miał przydział mobilizacyjny do Armii Łódź, następnie od 28 sierpnia 1939 przydzielony do Odwodu Naczelnego Wodza. 3 września wraz z całą 22 Dywizją Piechoty Górskiej zajął pozycje obronne w rejonie Olkusza na linii Klucze-Bolesław.
W nocy 4 września rozpoczął odwrót przez Wolbrom, Działoszyce, Skalbmierz nad rzekę Nidę. Pierwszą walkę stoczył pod Mękarzowicami, nad rzeką Nidą 7 września. 9 września, będąc w składzie 22 Dywizji Piechoty Górskiej pod dowództwem płk. dypl. Leopolda Endla-Ragisa pułk stoczył ciężki bój we wsi Bronina, po którym pułk wraz z Dywizją przemieściły się w okolice Stopnicy. Tu doszło do kolejnego starcia z oddziałami niemieckimi, po którym dywizja dotarła w okolice Rytwian z zamiarem wykonania natarcia pozorującego na Staszów. 10 września, dywizja została rozbita przez niemiecką 5 Dywizję Pancerną. Po przegranej bitwie 2 pułk strzelców podhalańskich przebił się do lasu mokrzańskiego, zbierając po drodze część żołnierzy z przemyskiego 5 pułku strzelców podhalańskich. Tu w lesie sztab jednostki zakwaterował się w leśniczówce zwanej „Grzybowska” u gajowego Józefa Jedynaka i tu niebawem pułk został okrążony przez niemieckie oddziały i zmuszony do kapitulacji. Oficerowie i podoficerowie zostali wzięci do niewoli, żołnierze rozpuszczeni do domów. Niemcy przejęli broń i wyposażenie jednostki.
Korzystając z panującego zamieszania gajowy Józef Jedynak, za zgodą szefa sztabu, ukrył sztandar pułku. W obawie przed rewizjami, na wiosnę 1941 sztandar 2 psp został przewieziony do Sichowa i zdeponowany u rodziny Pikulów. Następnie, od 1943 sztandar był ukrywany u rodziny Witków w Wilkowej. W sierpniu 1944 sztandar powrócił do gajówki Józefa Jedynaka w lasach mokrzańskich. W 1957 za odmowę wstąpienia do partii, rodzina Jedynaków została wyeksmitowana z gajówki i wraz z dobytkiem i ukrytym sztandarem wywieziona do Staszowa. Tam, w domu państwa Strojnych, Jedynakowie i sztandar znaleźli tymczasowe schronienie. W 1960 przenieśli się, ze sztandarem, do swojego pobudowanego domu przy ul. Oględowskiej 19. Dopiero w 1963 Józef Jedynak, mimo obaw, poinformował władze wojskowe w Kielcach o przechowywanym sztandarze. W ślad za informacją do domu Jedynaków w Staszowie przybył osobiście gen. Mieczysław Moczar z asystą. Gdy Józef Jedynak znosił ze strychu ukrywany przez lata sztandar 2 psp, padła komenda baczność i oddane zostały honory wojskowe sztandarowi. Następnie sztandar został przewieziony do Warszawy, gdzie w Sztabie Generalnym WP w obecności przedstawicieli Wojska Polskiego i władz PZPR Warszawy Józef Jedynak, po 24 latach przechowywania, przekazał sztandar 2 psp do Muzeum Wojska Polskiego.
Wielu z oficerów pułku zostało osadzonych jako jeńcy wojenni m.in. w Oflagu VII A Murnau, dokąd za sprawą Oskara Schmidta (dzierżawcy browaru Morawskich w Zarszynie, który przekazywał produkty) i dowódcy tamtejszej placówki Obwodu Sanok ZWZ/AK, Mieczysława Granatowskiego ps. „Gram” (organizatora) była im przesyłana żywność.

## Odtworzenie pułku w ramach Armii Krajowej
W wyniku przeprowadzania akcji odtwarzania przedwojennych jednostek wojskowych Komenda Obwodu Sanok Armii Krajowej postawiła za cel odbudowanie 2 pułku strzelców podhalańskich w sile 1500 ludzi, gotowych na rozkaz przystąpić do walki powstańczej. W tym celu końcem maja 1943 powołano na terenie obwodu 10 placówek, oznaczonych cyframi rzymskimi od I do X. Pułk został rozwiązany po zajęciu terenu jego działania przez oddziały Armii Czerwonej w sierpniu 1944, większość kadry oficerskiej w tym dowódca wstąpiła jeszcze tego samego miesiąca do Ludowego Wojska Polskiego.

## Strzelcy podhalańscy

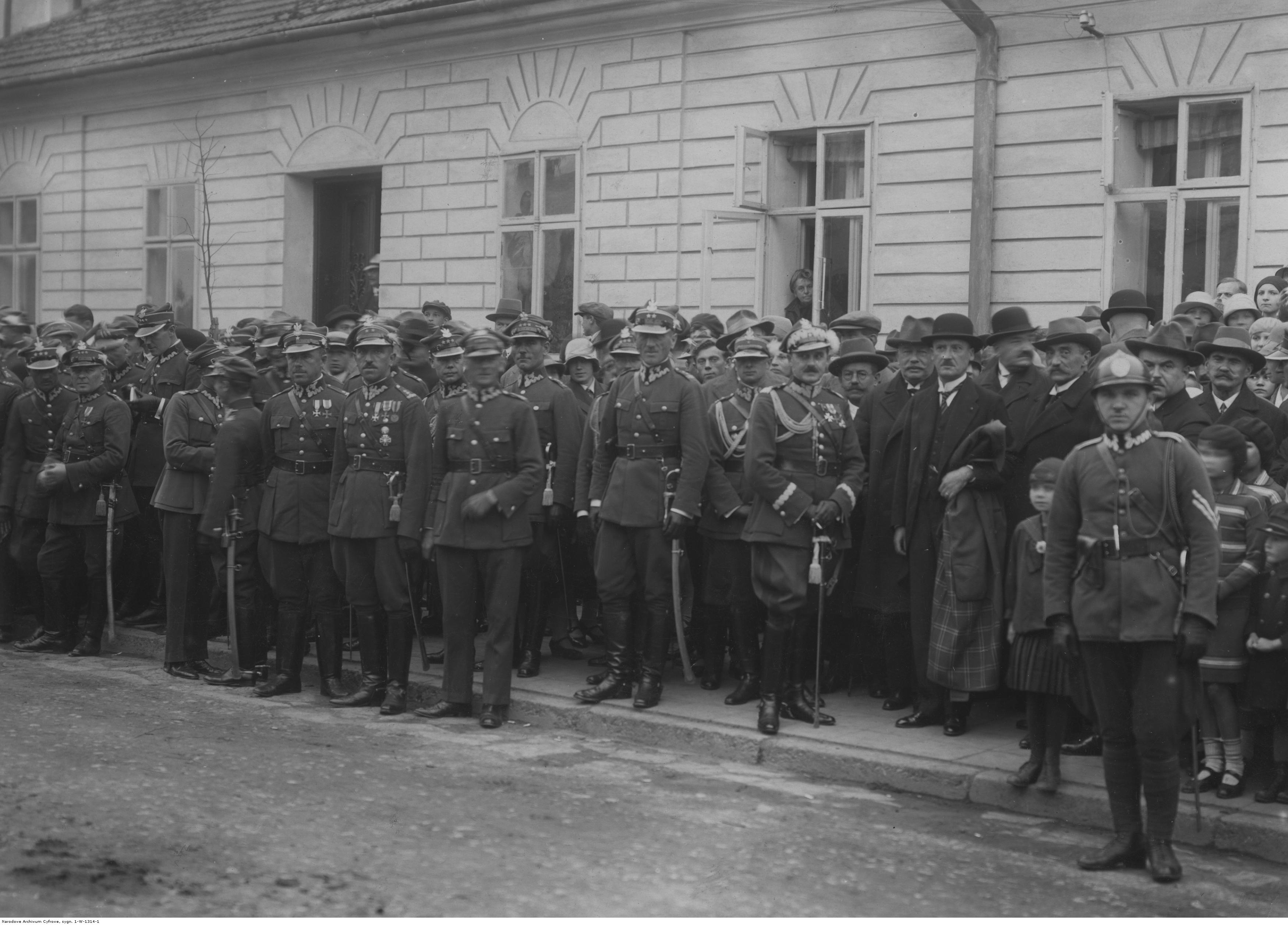
Święto 2 Pułku Strzelców Podhalańskich w Sanoku - oficerowie odbierający defiladę; 1928 r.

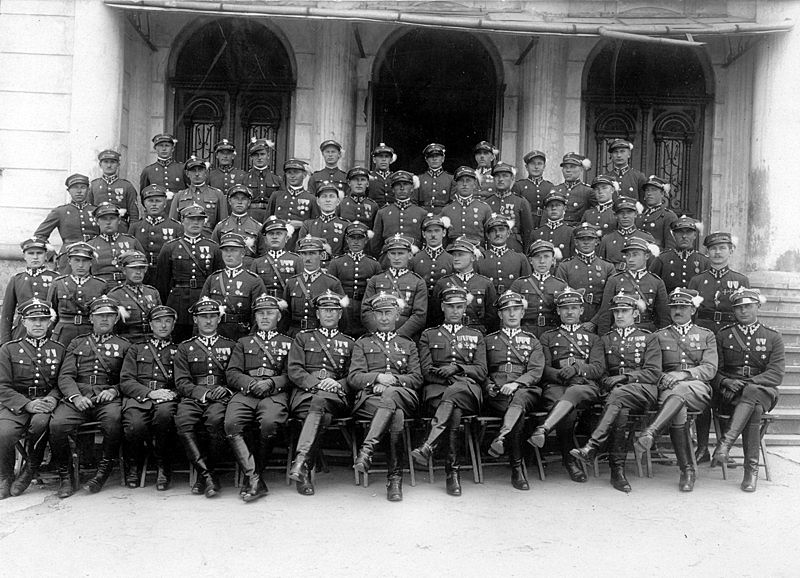
Zdjęcie grupowe podoficerów i oficerów 2 Pułku Strzelców Podhalańskich przed Domem Żołnierza w Sanoku (1931)

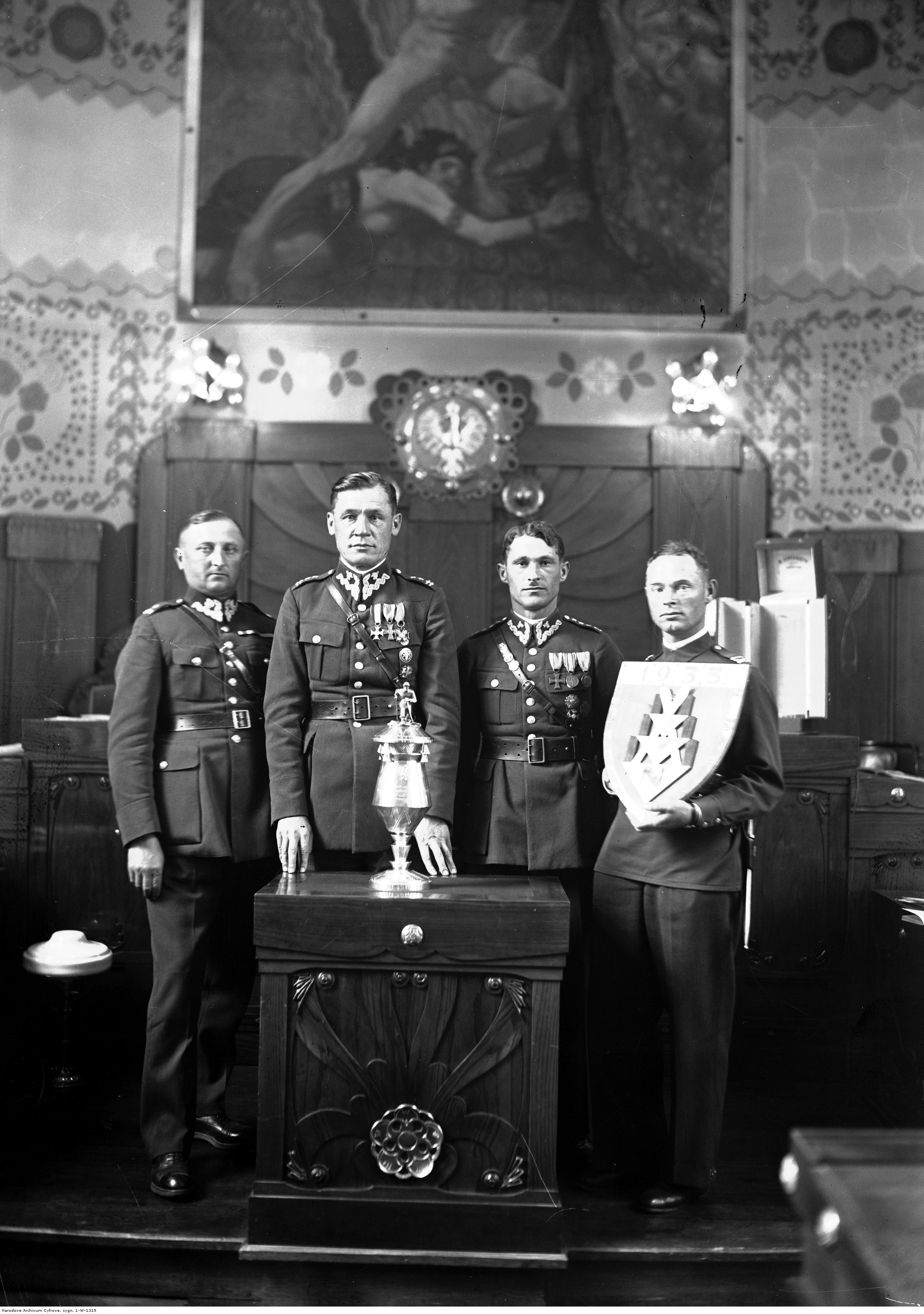
Reprezentacja narciarska 2 Pułku Strzelców Podhalańskich z pucharem; 1933 r.

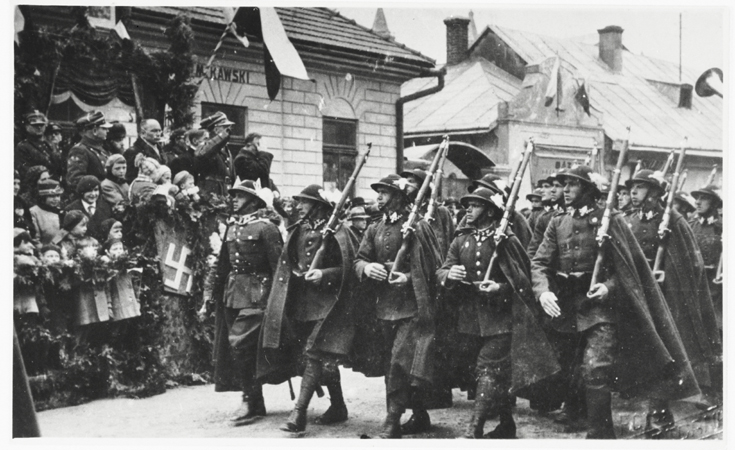
Święto pułkowe – parada przy ulicy Tadeusza Kościuszki w Sanoku (1936)

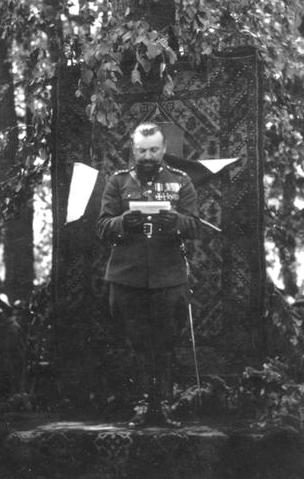
Zygmunt Cšadek, dowódca pułku i późniejszy poseł na Sejm RP (Stara Wieś, 29 maja 1938)

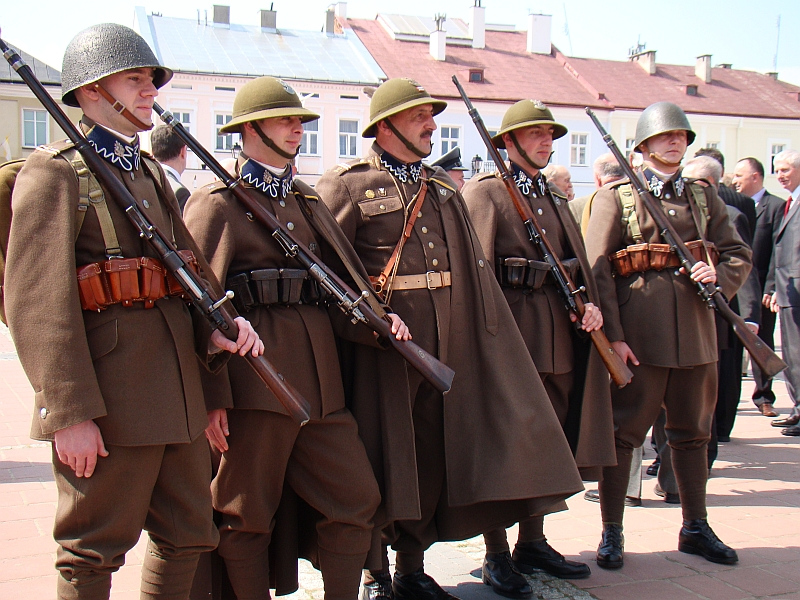
Sanoccy Podhalańczycy (2011)

Na podstawie materiałów źródłowych:
Dowódcy pułku
- gen. Jerzy Dobrodzicki (1918–1919)
- ppłk Stanisław Wróblewski (1919–1920)
- mjr Edward Kańczucki (1920)
- płk Gustaw Truskolaski (16 IV 1920 – 28 II 1922)[89]
- płk piech. Franciszek Stutzmann (do VII 1922 → dowódca 84 pp)
- płk piech. Edmund Koczorowski (do III 1923 → dowódca 43 pp[90])
- płk piech. Franciszek Stutzmann (III 1923[90] – 22 VII 1927 → członek OTO[91])
- ppłk Eugeniusz Zuger (22 VII 1927 - 31 III 1930 → dyspozycja dowódcy OK X[92])
- płk piech. Janusz Dłużniakiewicz (31 III 1930[93] – † 19 X 1932)
- ppłk piech. Karol Świnarski (28 VI 1933 – † 17 XI 1935)
- ppłk dypl. piech. Karol Lenczowski (27 XI 1935 - † 22 VII 1936)
- płk dypl. piech. Zygmunt Cšadek (13 VI 1936 – 1 XII 1938)
- ppłk dypl. piech. Stefan Szlaszewski (1 XII 1938 – 10 IX 1939)

Zastępcy dowódcy pułku (od 1938 - I zastępca dowódcy)
- ppłk piech. Karol Paryłowski (10 VII 1922 – 1923 → zastępca dowódcy 11 pp)
- mjr / ppłk piech. Franciszek Stok (III 1924[94] – I 1928 → dyspozycja dowódcy OK X)
- ppłk piech. Czesław Szpakowski (26 IV 1928 – 12 III 1929 → p.o. komendanta PKU Sanok)
- ppłk piech. inż. Józef Meijer (27 IV 1929 – 28 I 1931 → komendant PKU Włodzimierz Woł.)
- ppłk piech. Rafał Zieleniewski (28 I – 23 X 1931 → zastępca dowódcy 41 pp)
- ppłk dypl. piech. Kazimierz Aleksander Szydłowski (23 X 1931 - 20 V 1932 → komendant placu Zakopane)
- ppłk piech. Józef Giza (20 V 1932 - 4 VII 1935 → dowódca 3 psp)
- ppłk dypl. Adam Jan Lewicki (4 VII 1935[95] - 1937)
- ppłk Stanisław Styrczula (1936-1939; † 1940 zbrodnia katyńska – Charków)

Kwatermistrzowie pułku (od 1938 - II zastępca dowódcy)
- mjr piech. Józef Zych (1923-1924 → dowódca I baonu)
- mjr piech. dr Władysław Kumor (1925)
- mjr piech. Jan Marcińczyk (VIII 1925[96] – II 1927 → dyspozycja dowódcy pułku[97])
- mjr piech. Antoni Szczur (II 1927[97] – 26 IV 1928 → praktyka poborowa w PKU Sanok[98])
- mjr piech. Andrzej Bogacz (26 IV 1928[99] – 31 III 1930 → dowódca 11 baon graniczny)
- mjr piech. Leon Krajewski (31 III 1930 – 20 IX 1933 → komendant PKU Krzemieniec)
- mjr piech. Jan Matuszek (IV 1934[100] – ? → zastępca dowódcy 5 psp)
- mjr piech. Stanisław Stahlberger (do 1939)

Oficerowie i podoficerowie
- ppłk Aleksander Fuglewicz (nadetatowy, 1923, 1924; wówczas komendant P. K. U. Jasło w Sanoku)
- ppłk Jan Matuszek (służył w latach 20. i 30.)
- ppłk Władysław Śpiewak (służył w 1920)
- ppłk Józef Kępski (dowódca III batalionu w 1923, 1924)
- mjr dypl. Kazimierz Zboiński (dowódca I batalionu do 1939)
- mjr Stanisław Brych (dowódca II batalionu w 1928, później komendant P. K. U. Sanok)
- mjr Borys Fournier (służył w latach 1921-1926, dowódca I batalionu w 1924)
- mjr Tadeusz Knopp (służył w latach 20., dowódca kompanii, dowódca I batalionu w 1928)
- mjr Leon Krajewski
- mjr Karol Matzenauer (dowódca I batalionu w 1923)
- mjr Aleksander Sabliński (p. o. komendanta kadry batalionu zapasowego w 1923, 1924)
- mjr Marian Szulc (1932)
- kpt. Stanisław Lityński (służył w latach 1919–1921, dowódca kompanii i batalionu)
- mjr dypl. Jerzy Pajączkowski-Dydyński (oficer nadetatowy w 1 poł. lat 20.)
- mjr dypl. Józef Zborzil (oficer nadetatowy 1922, 1923, 1924)
- mjr Kazimierz Biernat (służył w latach 1930-1932)
- mjr Tadeusz Deschu (1922)
- mjr Stefan Kossecki (oficer nadetatowy w 1923, 1924)
- mjr Rudolf Kostecki (oficer nadetatowy w 1923)
- mjr Marian Kowalski
- mjr Tadeusz Ochęduszko
- mjr Franciszek Orawiec (służył w latach 1919-1930)
- mjr Wojciech Piasecki
- mjr Stefan Stolarz (dowódca kompanii w 1920)
- mjr Wacław Szokalski (służył w 1924)
- ppor. Adam Trybus (dowódca plutonu w 1939)
- mjr Marian Wieroński (lata 30.)
- mjr rez. dr Józef Wincenty Wojnar
- st. kpl. ks. Bronisław Nowyk (proboszcz wojskowej parafii Chrystusa Króla)
- kpt. dypl. Stanisław Karnibad (1932)
- kpt. dr Karol Bachman (lekarz 1932)
- kpt. dr Leopold Dręgiewicz (lekarz stomatolog)
- kpt. dr Jan Maria Suchomel (lekarz pułkowy od 22 lipca 1937 do 5 grudnia 1938)
- kpt. Jan Bartczak (podczas wojny 1918-1921)
- kpt. Kazimierz Damm (1932)
- kpt. Wacław Jastrzębski (1932)
- kpt. Gracjan Fróg ps. „Szczerbiec” (służył w latach 1933-1936)
- kpt. Stanisław Godawa (1932)
- kpt. Eugeniusz Halski (służył w 1919)
- kpt. Stefan Halski (służył w 1919)
- kpt. Aleksander Kolasiński (lata 20.)
- kpt. Wojciech Korwin-Kossakowski (oficer mobilizacyjny w 1932)
- kpt. Tadeusz Kuniewski (komendant obwodowy P. W. do 1939)
- kpt. Antoni Kurka (1923, 1924)
- kpt. Franciszek Löwy (lata 20. i 30.)
- kpt. Rudolf Mleczko
- kpt. Bronisław Poplatek (lata 20. do 1927, dowódca kompanii)
- kpt. Paweł Rosa (1918-1932, dowódca kompanii, referent mob.)
- kpt. Fryderyk Rużyczka (oficer rezerwowy w 1923, 1924)
- kpt. Bronisław Sapecki (oficer rezerwowy w 1923, 1924)
- kpt. Marian Suda (lata 20. i 30.,)
- kpt. Franciszek Szafran (oficer rezerwowy w 1923, 1924;)
- kpt. Marian Warmuzek (1918-1933;)
- kpt. Michał Wieruszewski (służył w 1920)
- kpt. Kazimierz Wojakowski (kapelmistrz pułku w latach 20.)
- kpt. Edward Zegarski (nadetatowy,)
- por. Stanisław Beksiński (oficer rezerwowy w 1923)
- por. Jan Dulęba (służył od 1921;)
- por. Maksymilian Firek (kapelmistrz pułku w latach 20.)
- por. Aleksander Florkowski (służył w latach 1930-1934, dowódca plutonu)
- por. Tadeusz Gutowski (ćwiczenia rezerwy w latach 20.)
- por. Józef Hartman
- por. Józef Kucharski (służył w latach 1918–1919;)
- por. Bronisław Kulczycki (służył w latach 20.)
- por. Józef Kuraś ps. „Ogień” (służył od 1936)
- por. Edward Łabno (służył w latach 1931-1939, dowódca kompanii)
- por. Ludwik Migdał (powiatowy komendant p.w.]
- por. Bolesław Müller (rezerwista w latach 30.; oficer rezerwy)
- por. Wilhelm Obrzut (lata 20.)
- por. Stefan Rychalski (podczas wojny 1918-1921)
- por. Józef Sitarz
- por. Tadeusz Słotołowicz (rezerwista w latach 20. i 30.;)
- por. Stanisław Socha (nadetatowy 1923)
- por. Paweł Staroń (dowódca dworca i komendant na granicy czechosłowackiej w 1919)
- por. Stanisław Węgrzynowski (kapelmistrz pułku w latach 30.)
- por. Michał Wieruszewski (podczas wojny 1918-1921)
- por. Leon Winiarski (dowódca 5 kompanii na przełomie 1918/1919)
- por. Jakub Zaleski (służył w 1920)
- por. Władysław Zaleski (oficer rezerwowy w 1923)
- ppor. Zygmunt Bezucha (rezerwista w latach 30.)
- ppor. Władysław Godula (służył w 1 poł. lat 30.)
- ppor. Mieczysław Granatowski (zmobilizowany i służył w 1939)
- ppor. Bronisław Jahn (rezerwista w latach 1935-1939)
- ppor. Eugeniusz Kaliciński (rezerwista w latach 1918–1919)
- ppor. Bronisław Kamiński (zmobilizowany i służył w 1939)
- ppor. Józef Kucza (zmobilizowany i służył w 1939)
- ppor. Ferdynand Piwowar (zmobilizowany i służył w 1939)
- ppor. Józef Rymarowicz (rezerwista w latach 30., dowódca plutonu)
- ppor. Wojciech Walczak (służba wojskowa w 1935)
- ppor. Franciszek Wanic (oficer rezerwy w latach 20.)
- ppor. Józef Wątróbski (zmobilizowany i służył w 1939)
- ppor. Tadeusz Żurowski (oficer rezerwy w latach 30.)
- pchor. Ludwik Warchał (zmobilizowany i służył w 1939)
- chor. Jan Ratułowski
- sierż. Władysław Szelka (instruktor)
- plut. Stanisław Brzana (służył w 1939)
- plut. Zbigniew Dańczyszyn (1939)
- plut. Piotr Dudycz
- plut. Władysław Wiśniowski
- Anatol Gupieniec (zmobilizowany i służył w 1939)
- Józef Stachowicz (ochotnik w szeregach batalionu zapasowego)
- Mikołaj Szwan (zasadnicza służba wojskowa, kampania wrześniowa 1939)

| Obsada personalna i struktura organizacyjna w marcu 1939 roku: - dowódca pułku – ppłk dypl. Stefan Szlaszewski - I z-ca dowódcy – ppłk Stanisław Styrczula - adiutant – kpt. Bolesław Jus - starszy lekarz – kpt. dr Tadeusz Wyspiański - młodszy lekarz – ppor. lek. Jan Zielina - oficer placu Sanok – kpt. Edward Solon - II z-ca dowódcy (kwatermistrz) – mjr Stanisław Stahlberger - oficer mobilizacyjny – kpt. adm. (piech.) Pazucha Marian Franciszek - z-ca oficera mobilizacyjnego – kpt. adm. (piech.) Wojciech Korwin-Kossakowski - oficer administracyjno-materiałowy – kpt. Wacław Mateusz Tomczak - oficer gospodarczy – kpt. int. Ludwik Józef Chrobak - oficer żywnościowy – chor. Tadeusz Koszyk - dowódca kompanii gospodarczej i oficer taborowy – por. tab. Karol Palczon - kapelmistrz – ppor. adm. (kapelm.) Władysław Skawina - dowódca plutonu łączności – por. Franciszek Józef Urbuś - dowódca plutonu pionierów – por. Bolesław Graff - dowódca plutonu artylerii piechoty – por. art. Bohdan Ciepliński - dowódca plutonu ppanc. – por. Władysław Zbigniew Nireński - dowódca oddziału zwiadu – por. Jan Stała I batalion - dowódca batalionu – mjr dypl. Kazimierz Zboiński - dowódca I kompanii – kpt. Antoni Wayda - dowódca plutonu – ppor. Karol Mieczysław Kielar - dowódca 2 kompanii – por Stanisław Józef Rybczyk - dowódca plutonu – ppor. Jan Kazimierz Karwasiński - dowódca 3 kompanii – por. Edward Stanisław Zych - dowódca plutonu – por. Jan Matuszewicz - dowódca plutonu – por. Stanisław Bes - dowódca plutonu – por. Józef Mikuła - dowódca 1 kompanii km – kpt. Bronisław Jankowski - dowódca plutonu – ppor. Marian Józef Chmiel - dowódca plutonu – ppor. Kazimierz Mikołaj Piechowicz II batalion - dowódca batalionu – mjr Stanisław Słomczyński - dowódca 4 kompanii – kpt. Józef Wieteska - dowódca plutonu – ppor. Franciszek Malik - dowódca plutonu – chor. Jan Ratułowski - dowódca 5 kompanii – kpt. Edward Solon - dowódca plutonu – ppor. Józef Mrozek - dowódca 6 kompanii – kpt. Tadeusz Kazimierz Dyląg - dowódca plutonu – por. Władysław Sochański - dowódca 2 kompanii km – kpt. Edward Kantor - dowódca plutonu – por. Artur Ignacy Weber III batalion - dowódca batalionu – mjr Kazimierz Tumidajski - dowódca 7 kompanii – kpt. Józef Lubowiecki - dowódca plutonu – ppor. Jan Szymon Pitulko - dowódca 8 kompanii – kpt. Hipolit Kułakowski - dowódca plutonu – ppor. Stanisław Buczkowski - dowódca plutonu – ppor. Antoni Frejer - dowódca 9 kompanii – kpt. Kazimierz II Grzybowski - dowódca plutonu – ppor. Bronisław Stachowiec - dowódca 3 kompanii km – por. Edward Łabno - dowódca plutonu – ppor. Czesław Dobrowolski - na kursie – por. Józef Kukula - na kursie – por. Janusz Stanisław Michalik - odkomenderowany – ppor. Jan Kubiak |  | Obsada personalna we wrześniu 1939 roku Dowództwo - dowódca pułku – ppłk dypl. Stefan Szlaszewski - I adiutant – kpt. Tadeusz Kazimierz Dyląg - II adiutant – por. rez. Władysław Kochanek - oficer informacyjny – ppor. rez. Władysław Gąsiorek - oficer łączności – kpt. Józef Lubowiecki - kwatermistrz – kpt. Edward Solon - oficer płatnik– kpt. Ludwik Chrobak - oficer żywnościowy – chor. Tadeusz Koszyk - naczelny lekarz – kpt. lek. dr Tadeusz Wyspiański - kapelan – ks. st. kpl. Roman Kostikow - dowódca kompanii gospodarczej – kpt. Bolesław Jus I batalion - dowódca I batalionu – mjr piech. Marian Aleksander Jankowski - adiutant batalionu – ppor. rez. Kazimierz Józefczyk - dowódca 1 kompanii strzeleckiej – kpt. Antoni Wayda - dowódca 2 kompanii strzeleckiej – por. Józef Kukuła - dowódca 3 kompanii strzeleckiej – ppor. Karol M. Kielar - dowódca 1 kompanii ckm – por. Józef Mikuła II batalion - dowódca II batalionu – mjr Stanisław Słomczyński - adiutant batalionu – NN - dowódca 4 kompanii strzeleckiej – por. Jan Matuszewicz - dowódca 5 kompanii strzeleckiej – ppor. Józef Mrozek - dowódca 6 kompanii strzeleckiej – por. Edward Stanisław Zych - dowódca 2 kompanii ckm – ppor. Kazimierz Piechowicz III batalion - dowódca III batalionu – mjr Kazimierz Tumidajski - adiutant batalionu – por. Stanisław Rybczyk - dowódca 7 kompanii strzeleckiej – ppor. Jan Kubiak - dowódca 8 kompanii strzeleckiej – kpt. Hipolit Kułakowski - dowódca 9 kompanii strzeleckiej – ppor. Franciszek Malik - dowódca 3 kompanii ckm – por. Janusz Michalik Pododdziały specjalne - dowódca kompanii przeciwpancernej – por. Stanisław Bes - dowódca plutonu artylerii piechoty – por. Bohdan Ciepliński - dowódca kompanii zwiadowców – por. Jan Stała - dowódca kompanii technicznej – NN - dowódca plutonu pionierów – ppor. rez. Mirosław Tomasz Nadziakiewicz - dowódca plutonu przeciwgazowego – por. Władysław Sochański |

### Ofiary zbrodni katyńskiej
Lista żołnierzy 2 pułku strzelców podhalańskich – ofiar zbrodni katyńskiej. Biogramy zamordowanych oficerów znajdują się na stronie internetowej Muzeum Katyńskiego

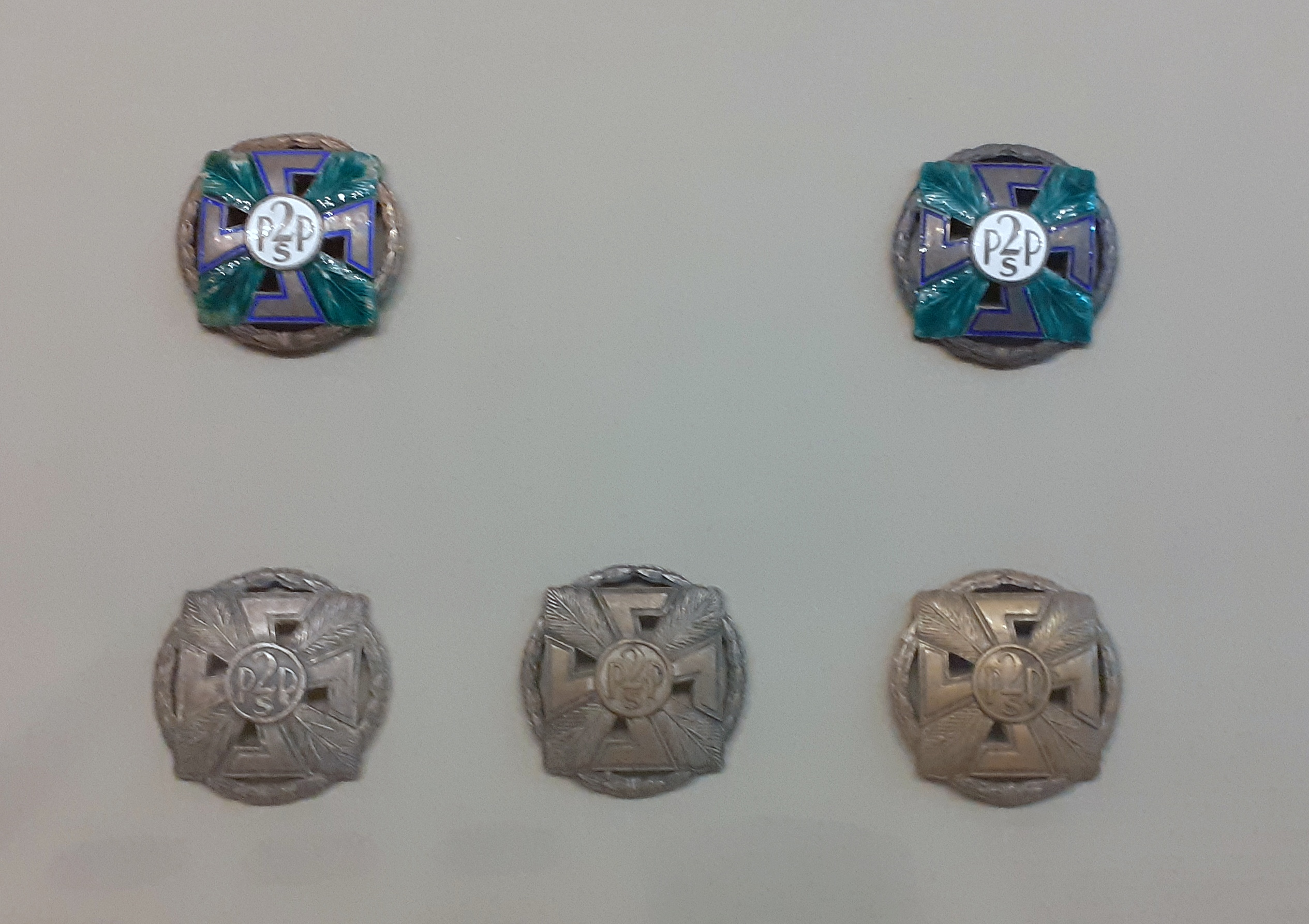
Odznaki pułkowe

| Nazwisko i imię      | stopień              | zawód              | miejsce pracy przed mobilizacją        | zamordowany |
| -------------------- | -------------------- | ------------------ | -------------------------------------- | ----------- |
| Brzana Kazimierz     | ppor. rez.           | prawnik            | Urząd Skarbowy w Krośnie               | Katyń       |
| Burtan Władysław     | ppor. rez.           | urzędnik           | Izba Skarbowa w Krakowie               | Katyń       |
| Kosibowicz Władysław | ppor. rez.           |                    |                                        | Katyń       |
| Parfiński Władysław  | ppor. rez.           | nauczyciel         |                                        | Katyń       |
| Reger Bolesław       | ppor. rez.           | absolwent UJ       | pracował w Jaśle                       | Katyń       |
| Słotołowicz Tadeusz  | por. rez.            | prawnik            |                                        | Katyń       |
| Sukiennik Zdzisław   | ppor. rez.           | technik            | PKP w Jaśle                            | Katyń       |
| Josefsberg Emil      | porucznik rezerwy    | inżynier           |                                        | Charków     |
| Marynowski Jan       | podporucznik rezerwy | nauczyciel         | szkoła w Dolnej k. Gorlic              | Charków     |
| Matlak Stanisław     | podporucznik rezerwy | urzędnik           | Przedsiębiorstwo Budowy Dróg w Krynicy | Charków     |
| Pojasek Alojzy       | podporucznik rezerwy | nauczyciel         | szkoła w Woli Komborskiej              | Charków     |
| Rymanowicz Józef     | podporucznik rezerwy | inżynier           |                                        | Charków     |
| Wianecki Władysław   | podporucznik rezerwy | nauczyciel         |                                        | Charków     |
| Heppé Adam           | ppor. rez.           | inżynier leśnictwa |                                        | ULK         |
| Kudysz Ozjasz        | ppor. rez.           | handlowiec         |                                        | ULK         |
| Brzana Stanisław     | plutonowy            |                    |                                        | Kalinin     |

## Sztandar, insygnia pułkowe
Odznaka pamiątkowa
16 października 1929 Minister Spraw Wojskowych marszałek Polski Józef Piłsudski zatwierdził wzór i regulamin odznaki pamiątkowej 2 pułku strzelców podhalańskich. Odznaka o wymiarach 37x37 mm ma kształt krzyża greckiego o łamanych ramionach (swastyka) z granatową obwódką z okrągłą tarczą emaliowana na biało. Była nadawana zgodnie z zasadami ustalonymi przez Ministerstwo Spraw Wojskowych w 1928 roku. Odznaki oficerskie były tłoczone w srebrze, natomiast żołnierskie w tombaku, srebrzone i patynowane. Każda odznaka była numerowana i była prowadzona ewidencja osób odznaczonych.Większość odznak wykonywała pracownia grawerska Wiktora Gontarczyka działająca w Warszawie przy ul. Miodowej 19.
Chorągiew

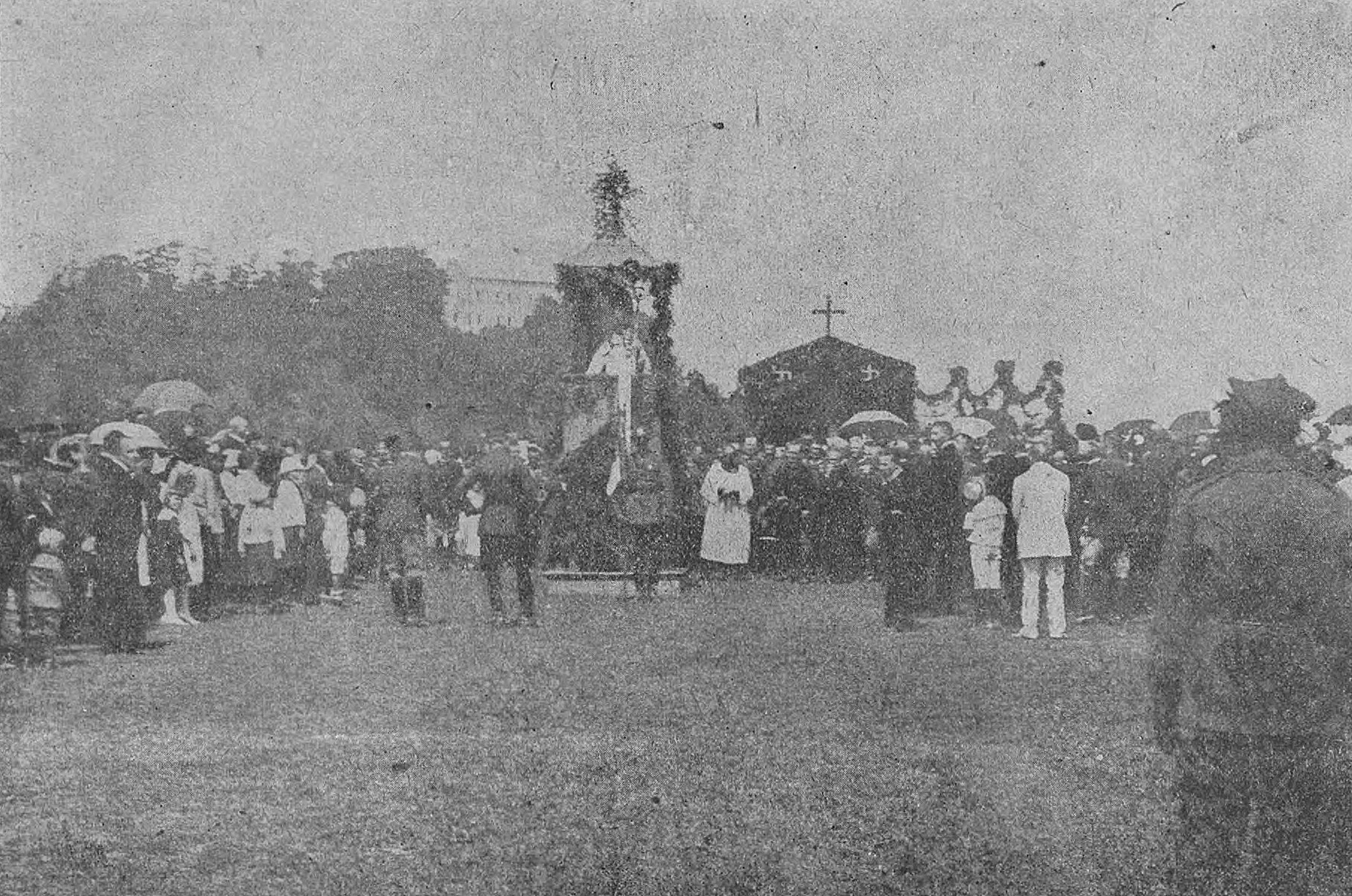
Uroczystości poświęcenia sztandaru na Błoniach w Sanoku 15 lipca 1923; kazanie wygłasza ks. bp Józef Sebastian Pelczar

15 lipca 1923 generał Lucjan Żeligowski wręczył pułkowi chorągiew. Poświęcił ją bp Józef Sebastian Pelczar.

W niedzielę 15 bm. (15 lipca 1923) odbyła się w Sanoku uroczystość poświęcenia sztandaru 2-go pułku strzelców podhalańskich, stacjonowanego w Sanoku. Sztandar ten ufundowany został ze składek, złożonych przez ludność powiatów sanockiego, krośniańskiego, lisieckiego, jasielskiego i strzyżowskiego. Na uroczystość przybyli: w imieniu prezydenta Rzeczypospolitej jen. Żeligowski, dalej prezes ministrów Witos; w imieniu wojskowości jen. Latinik, ks. biskup Pelczar z Przemyśla, wiceminister dr. Studziński, dyrektor departamentu prezydjum rady ministrów, p. Rodich Laskowski, obaj sanoczanie, w imieniu wojewody Lwowa p. Zimny i p. poseł Rymar. Przybyło również kilkadziesiąt tysięcy ludności okolicznej, w tem prawie połowa ludności ruskiej. Po mszy św. ks. biskup Pelczar dokonał poświęcenia sztandaru, poczem rozpoczęło się wbijanie gwoździ w drzewce. Podczas uroczystości wbijania gwoździ prezes Witos, oraz jen. Żeligowski podeszli do żołnierzy i rozmawiali z wieloma z pośród nich. Żołnierze ruscy oświadczyli zgodnie, że im w wojsku bardzo dobrze i że czują się zupełnie zadowoleni. Następnie obok sztandaru ustawili się dostojnicy państwowi i wojskowi, poczem przed sztandarem odbyła się defilada wojskowa. Po defiladzie odbyła się uczta, w czasie której przemawiali: starosta p. Zieliński, gen. Latinik, greckokatolicki proboszcz z Morochowa, ks. [Antoni] Kłaczyński, który podnosząc współpracę Polaków i Rusinów dla dobra Rzeczypospolitej, wzniósł toast w ręce jen. Żeligowskiego.

Ryngraf
2 pułk Strzelców Podhalańskich otrzymał w darze od Związków Strzeleckich w Sanoku, Lesku i Krośnie, ryngraf, a dowódca płk Zygmunt Cšadek postanowił przekazać go jako wotum do bazyliki Wniebowzięcia Najświętszej Maryi Panny w pobliskiej Starej Wsi, dokąd 29 maja 1938 wymaszerowali żołnierze jednostki i zawieszono ryngraf na obrazie Cudownej Matki Boskie oraz złożono uroczyste ślubowanie.
Pióra
Orle pióra przy czapkach pułków podhalańskich stosuje się od czasu bitwy pod Kuźnicą.

## Upamiętnienie

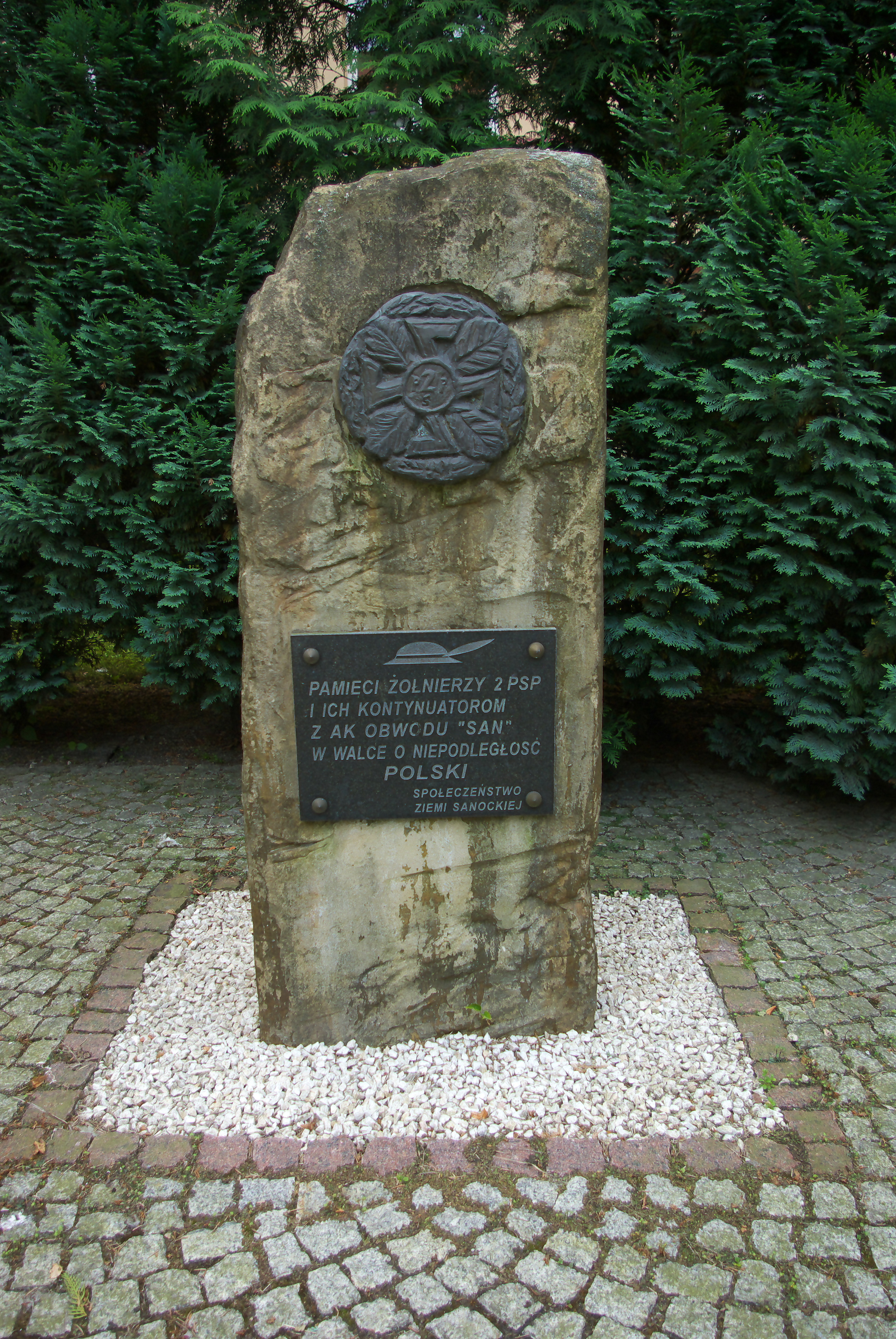
Pomnik upamiętniający 2 PSP i AK w Sanoku

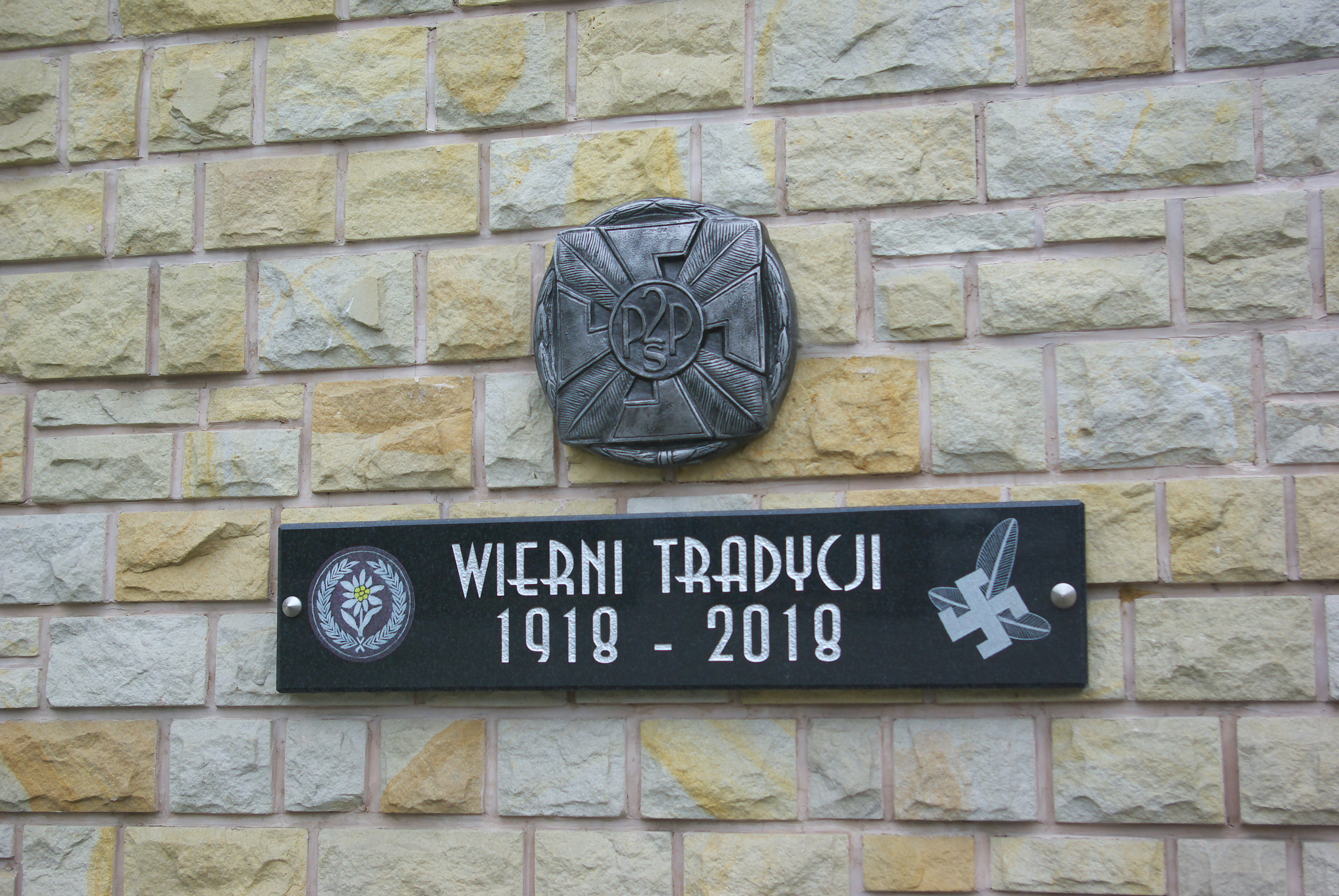
Upamiętnienie 2 PSP na Placu Harcerskim w Sanoku

W dniach od 10 listopada 1993 do 11 stycznia 1994 w budynku „Zajazdu” – siedziby Muzeum Historycznego w Sanoku, była czynna wystawa pt. „Podhalanie”, stanowiąca pierwszą w historii ekspozycję poświęconą 2 Pułkowi Strzelców Podhalańskich; twórcą był Andrzej Romaniak.
W Chyrowie ustanowiono pomnik. W Sanoku kilkakrotnie dokonano trwałego upamiętnienia 2 Pułku Strzelców Podhalańskich:
- Z inicjatywy komisji historycznej koła ZBoWiD w Sanoku w 1981 wnioskowano do władz miasta o nazwanie jednej z ulic w Sanoku imieniem 2 Pułku Strzelców Podhalańskich, co nie zostało wówczas zrealizowane[117]. Ostatecznie w Sanoku ulica Marcelego Nowotki, wcześniej Elżbiety Granowskiej, została przemianowana na ulicę 2 Pułku Strzelców Podhalańskich.
- Na fasadzie Kościoła Przemienienia Pańskiego została ustanowiona tablica pamiątkowa dla uczczenia pamięci żołnierzy ZWZ-AK Obwodu Sanok (SZP-AK) i dowódców (Michał Tokarzewski-Karaszewicz, Tadeusz Komorowski, Leopold Okulicki) oraz żołnierzy 2 Pułku Strzelców Podhalańskich, którzy do 1939 roku stacjonowali w Sanoku[118]. Inskrypcja głosi: „Żołnierzom ZWZ-AK Obwodu Sanok (SZP-ZWZ) AK i ich komendantom głównym gen. M. Tokarzewskiemu „Torwid”, gen. S. Roweckiemu „Grot”, gen. T. Komorowskiemu „Bór”, gen. L. Okulickiemu „Niedźwiadek”. Żołnierzom 2 Pułku Strzelców Podhalańskich. W 42 rocznicę wymarszu oddziału partyzanckiego „Południe”. Społeczeństwo Ziemi Sanockiej. A.D. 1986”[119]. Została poświęcona i odsłonięta 6 lipca 1986[120] roku przez ks. infułata Jana Stączka[121][122]. Inicjatorami powstania tablicy byli Marian Witalis[123] i ks. Adam Sudoł.
- Został ustanowiony kamień pamiątkowy upamiętniający 2 pułk strzelców podhalańskich, położony przed budynkiem przy ulicy Adama Mickiewicza 21, stanowiącym dawniej koszary wojskowe, a obecnie jest siedzibą Państwowej Wyższej Szkoły Zawodowej im. Jana Grodka w Sanoku[124]. Został odsłonięty 3 października 1993[125][126]. Upamiętnia żołnierzy 2 Pułku Strzelców Podhalańskich oraz AK. Projektantem obelisku był st. chorąży Andrzej Siwiec. Pomnik zawiera herb 2 PSP oraz tablicę z inskrypcją o treści: Pamięci żołnierzy 2 PSP i ich kontynuatorom z AK Obwodu „SAN” w walce o niepodległość Polski. Społeczeństwo Ziemi Sanockiej[127].
- Na Placu Harcerskim w Sanoku w ramach obchodów 100-lecia odzyskania niepodległości przez Polskę ustanowiono upamiętnienie o treści Wierni tradycji 1918–2018, honorujące 2 Pułk Strzelców Podhalańskich.
- 8 października 2018 Placówka Straży Granicznej w Kuźnicy otrzymała imię 2. Pułku Strzelców Podhalańskich, który stoczył w tym miejscu z wojskami sowieckimi ciężkie walki o Kuźnicę. Odsłonięto również tablicę pamiątkową z nazwą placówki[128][129].

- 8 grudnia 2019 roku z inicjatywy Związku Weteranów i Rezerwistów Wojska Polskiego na Placu Harcerskim odsłonięto tablicę pamiątkową poświęconą 22 Dywizji Górskiej jak również wszystkich odznak pułkowych tej dywizji w tym również 2 PSP z Sanoka. Tablicę poświęcił kapelan Garnizonu Przemyśl ks. ppłk Rafał Kaproń, a uroczystego odsłonięcia dokonali gen. dyw. Jarosław Gromadziński dowódca 18 Dywizji Zmechanizowanej, Burmistrz Miasta Sanoka Tomasz Matuszewski oraz prezes Związku Weteranów i Rezerwistów Wojska Polskiego Krzysztof Juszczyk[130][131][132].

## Tradycje
Z pozostałych po II wojnie światowej oddziałów podhalańskich do chwili obecnej tradycje jednostek górskich kontynuuje powołana w 1994 roku 21 Brygada Strzelców Podhalańskich.
Tradycje 2 Pułku Strzelców Podhalańskich dziś kontynuuje 21 batalion logistyczny z Rzeszowa im. gen. Jerzego Dobrodzickiego.